# 警視庁捜査一課9係の登場人物
警視庁捜査一課9係の登場人物（けいしちょうそうさいっかきゅうがかりのとうじょうじんぶつ）では、テレビ朝日系でシリーズ化されている刑事ドラマ『警視庁捜査一課9係』に登場する主な架空の人物について解説する。
『特捜9』での出来事はそれぞれの役名を参照。
本項での「S」はseason、「SP」はスペシャルを表す。便宜上、
- 新・警視庁捜査一課9係（第4シリーズ） → 「S4」
- 新・警視庁捜査一課9係 season2（第5シリーズ） → 「S5」
- 新・警視庁捜査一課9係 season3（第6シリーズ） → 「S6」

とする。

## 警視庁捜査一課9係
加納倫太郎（かのう りんたろう）
演 - 渡瀬恒彦
経歴：警視庁捜査一課9係・係長 → 内閣テロ対策室
階級：警部
警視庁刑事部捜査一課で最も高い検挙率を誇る9係の係長。
捜査では浅輪とコンビを組む。本庁異動前は新宿中央署に在籍していた。鋭い洞察力と勘（感覚）を持ち、情報収集能力・分析力に優れる。いわゆる「変人タイプの刑事」であり、部下にはほとんど命令を下さずそれぞれが勝手に動くことを容認しているため、「ダメな上司」と思われてしまうこともある。一方で、自身は上司の命令を聞き流すこともある。捜査へは積極的に参加しつつマイペースで自身の気になることを最優先にし独断独走で調べ回るが、その過程で部下の9係メンバーと協力したりする場面もある。しかしその飄々とした物腰の内には強い正義感を持ち合わせており、私論で罪を正当化したり他人を踏みにじることも厭わない自己中心的な犯人や犯罪者に対しては強い怒りを露わにする。その記憶力はプライベートでも長けていて、倫子が初めて作ったクッキーの味を再現したこともある。
青柳や矢沢のように私情で容疑者を殴ったりする事は滅多に無いが、S2第2話では娘の倫子を誘拐した挙げ句逮捕された事に対して報復を示唆するような発言をした犯人に殴りかかろうとした事がある。またS2最終話で恋人の妙子に重症を負わせた犯人に青柳が殴りかかった際には「裁判所の外だからいいんじゃない」と暴力行為を容認した事がある。S8第9話ではまたも倫子を誘拐され、単独捜査をしたうえ情報を本部に伝えなかった事から証拠隠滅を疑われ、犯人の自宅に踏み込んだ際に9係メンバーに取り押さえられた事があるが、その際に容疑者との格闘に慣れている青柳や矢沢、村瀬らをたった一人で突き飛ばす程の怪力の持ち主でもある。
部下のことは呼び捨てにせず、全て「君」付けで呼ぶ。逆に妙子や早苗、早瀬川など9係に関係のある女性からは「係長さん」、親類である早乙女静香からは「倫太郎さん」と呼ばれている。
コーヒーの味など食にこだわりが多く、職場では常に何かを食べていたり料理をしていることがほとんどである。かつては一匹狼の刑事であったが、神宮司桃子とコンビを組んだことがある。
28年前に上司の娘である石川登紀子と結婚したが、15年前に離婚。その過程から一人娘の倫子には嫌われていた。しかし後にS3で誤解があることが判明し、少しずつではあるものの歩み寄り始めてはいる。浅輪を通じて倫子の様子を伺うこともあるが、S5では倫子と一度も顔を合わせることがなかった。
常に新人とペアを組むが、浅輪を除き転属してきた新人は加納の変人ぶりに3か月以上もたずに退職しているという（S1第1話）。また、諸事情で相方が不在となったメンバーとペアを組むこともある。
S12では内閣テロ対策室（通称：内対）改造準備委員会のアドバイザーを兼務するため9係を離れているが、第1話では事件発生の一報を小宮山に電話で伝えている。
浅輪直樹（あさわ なおき）
演 - 井ノ原快彦
経歴：警視庁新宿中央警察署刑事課 → 警視庁捜査一課9係
階級：巡査（S1 - S7） → 巡査長（S8 - S9） → 巡査部長（S10 - ）
捜査では加納とコンビを組む。加納は新宿中央署の先輩にあたるが、最初の頃は陰で「オヤジ」呼ばわりするなど加納の言動が理解できなかったり変人ぶりに振り回されたりするなど困惑していたこともあったが、長らくコンビを組んでいるうちに彼のことを理解していくようになった。
言動は今どきの若者であるが、基本的には真面目で素直な性格であり、正義感が強く曲がったことが大嫌いな一方で押しに弱い一面もある。加納からはその人柄（特に誠実さ）を気に入られている。また彼の娘である倫子と付き合っているが、そのことで加納と倫子の間で板挟みとなってしまうこともある。しかし誰よりも加納と倫子の仲を心配し、二人の仲を取り持つような言動も多い。
S3で兄の和樹（演：豊原功補）と久々に再会するが、彼の性格や借金・トラブルといったことから確執がある。そのために再会時は不仲であったが、のちに和解している。
S8では倫子の自宅マンションが火事になったことを機に彼女とルームシェアを始め、S8最終話で加納に報告していた。倫子とは結婚を意識するようになる。しかし、S9で倫子が味覚障害を発症したことをきっかけに2人で相談した末に別れるも、最終話にて彼女に身の丈の思いをぶつけ復縁する。
S12第4話で犯人と口論になった時に「真実を見つけるのが俺たちの仕事だ」と叱責したシーンがある。
S12から1年後、倫子と結婚した。
小宮山志保（こみやま しほ）
演 - 羽田美智子
経歴：警視庁南青山警察署 → 警視庁捜査一課9係 → 同・主任
階級：巡査部長（S1 - S7） → 警部補（S8 - ）
1973年（昭和48年）4月24日生まれ。
9係の紅一点にして、ムードメーカーでもある。S8から主任を務める。
捜査では村瀬とコンビを組む。気が強すぎる性格から、聞き込みの相手の態度（非協力的、あるいは態度が悪い相手の場合）次第では挑発的・好戦的な態度を隠さないが、他人に注意された場合はちゃんと反省したり、時にはそのことに落ち込み過ぎたりする。また周囲を気遣う優しさも持っている。しかし、自分のことになると不器用で、片付けや整理整頓ができないタイプ。料理もあまりしない。
かつては片山学という恋人がいたが、村瀬との一悶着や刑事を辞めることを結婚の条件にされたことで破局。結婚への思いはあるものの刑事の仕事が好きでやめられない。恋愛関係では僻むような態度を見せ、S3で知り合った外科医の東条にさりげなくアプローチするものの、結局実らずに終わった。その後の男運は極めて悪く親しくなった青年実業家はマルチ商法まがいの手口を行いそのことが原因で殺人を犯しておりその後も反社会的な思想を持った新聞記者から自分の犯行を誇示する目的に近づかれ刑事であることを利用されそうになるなど近づく男性は彼女を刑事として利用することを目的にしているといったことも多い。また最近では結婚願望が強くなっており転職を考えているということを口にしていた。早瀬川からは晴れ女を通り越して「日照り女」と称された。
近頃早瀬川とは飲みに行ったり、ヨガやテニスを始める程の仲となっている。
猪狩哲治は、かつて彼女が南青山署に配属していた時の鑑識だった。S3第7話で事件の捜査を通じて再会。その後もS10第3話とS11第5話で共に事件の捜査をしている。
村瀬健吾（むらせ けんご）
演 - 津田寛治
経歴：警視庁捜査一課9係・主任 → 警視庁捜査一課14係・係長 → 警視庁捜査一課9係
階級：警部補
S1からS5まで9係の主任を務めていた。
S5終盤で捜査一課に新設される14係の係長への就任話が飛び出しうやむやの状態で幕引きを迎え、S6第1話で14係の係長として登場。ところが同回で部下（14係刑事・黛涼子）の不祥事が発覚し、責任をとって退職を決意するが、加納の説得により9係に係員として復帰した。9係復帰時には犬猿の仲であった青柳が主任となっており、S5までとは立場が逆転。立場を重視するため指示に従ってはいるが、ストレスが溜ってきている様子がうかがえる。しかし、回が進むにつれ主任としての言動等が戻ってきており、周りもそれに自然と従っていたりする。
捜査では小宮山とコンビを組む。自身への対抗心から何かと突っかかってくる青柳とは決定的にソリが合わず、些細なことから度々激しい口論を繰り広げているが、S4第10話で矢沢が妻の実家へ帰省したため単独捜査となった青柳となぜか阿吽の呼吸で取り調べを行い周囲を驚かせるなど、青柳と気が合うところを披露した。ところが同回中に些細ないざこざで再び仲違いし、元の不仲状態に戻っている。
作品初期ではヤミ金業者やチンピラなど柄の悪い人物に扮して情報を聞き出すこともあった。
品行方正で生真面目な性格の優等生ではあるが、頑固で融通が利かない一面もある。また政治ネタや権威に弱く、自らの信念を曲げたり優柔不断な態度を取ったりと出世や建前を気にしがちであった。幼少期に父と妹を亡くした不遇の生活が彼の出世・上昇志向に繋がっており、猛勉強の末に警察官となった経緯を持つ。
元恋人は元警察官僚の一人娘・安西つかさで、彼女や彼女の父が気になって捜査に身が入らないこともあった。また、S1の終盤で小宮山の恋愛相談に干渉してついには告白してつかさと別れると宣言したが、先述の優柔不断さで別れを切り出せずにS1を終え、その後も小宮山に気がある態度を見せている。S3で被害者遺族の思いと「正義」の言葉に動かされ、自身の進退やつかさとの関係も覚悟し、彼女の父が絡む汚職問題に着手する決意をした。それが原因でつかさから別れを告げられたが、その後再び交際を始めた。しかし、S5開始時点ですでに別れている。またその後、財務官僚の娘と交際するが、すぐに破局している。
S1後の年末SPで7係係長への昇進が内定するものの、犯人逮捕時に小宮山が行った威嚇射撃が問題となり、その責任を小宮山になすりつけられ取り消しとなるなど、出世志向が空回りしがちである。
またS8でも、これまでの働きを評価されて三島刑事部長より警務部への異動を打診されるが、思い悩んだ末に9係へ残ることを自ら決意した（S8最終話）。
青柳靖（あおやぎ やすし）
演 - 吹越満
階級：警部補
S6、S7では主任を務めていた。
捜査では矢沢とコンビを組んでおり、彼とは家族ぐるみの付き合いである。
S5までは同階級でありながら年下の上司であった村瀬を馬鹿にするなど対抗意識を抱いており、次期主任の座を狙っていた。それゆえ村瀬の命令を度々拒否したり、捜査過程で別の事件の犯人を検挙したり、捜査で掴んだ情報を自分だけに留めるなど村瀬を悩ませることが多かった。しかし、S4第10話でコンビを組んだ際には非常に気が合うところを見せたり、S5最終話では矢沢と取り押さえた犯人の逮捕を14係係長への就任が内定していた村瀬にゆずって花を持たせるなどしており、対抗心が先走っているだけでそれほど相性が悪い訳ではない。
S6で村瀬が14係に異動したため後任として9係の主任となるが、同棲中の恋人・垣内妙子との関係を三島刑事部長に指摘され、主任の座を退く（S8第2話の回想より）。
法や規則よりも感情で判断するため問題を起こしがちで、激昂して取調室の机をひっくり返したり蹴飛ばしたり、容疑者相手に殴りかかろうとしたりなどは日常茶飯事であり、特に妙子の一件もあってか麻薬や覚醒剤など薬物が絡む事案では一層感情的になる。また、被害者が悪人の場合は加害者の肩を持つなど警察官ながら不謹慎な言動や行動が多い。頻繁に皮肉や嫌味を言ったり暴言を吐くなど口も悪く、富裕層や著名人には僻み根性丸出しの物言いをすることが多々ある。ただし矢沢曰く「悪い人ではない」と、同情できる犯罪者には気を利かせることが多い。
かつてヤクザに麻薬中毒にされていた妙子を救出したことがきっかけで恋人関係になり、同棲している。しかし、良くも悪くも妙子に一途であるがゆえに「事件関係者との恋愛」という事情も相まって非常に神経質になっている部分があり、妙子が事件に巻き込まれたり犯行に関与している疑いが浮上すると毎回我を失って激しく取り乱している。S2第6話で妙子が突如姿を消した際には小宮山や村瀬が「調子が狂う」と口を揃えるほどに人格そのものが変わってしまったこともあった。また、S4第8話では妙子を事件の重要参考人として聴取した際に「出逢わなければよかった」と半ばやけくそに突き放すような発言をしたため矢沢から「あんた、どんだけ小っちぇえ男なんだよ！」と一喝されている。

矢沢英明（やざわ ひであき）
演 - 田口浩正
階級：巡査部長
青柳の4期後輩で、捜査では彼とコンビを組む。青柳の意地の悪さに振り回されることも多いが、彼の良い面も悪い面も理解し、プライベートも含めて家族ぐるみで親しい。芸能関係や流行ものに詳しい。
相方である青柳の事を心から信頼し、常に彼と一緒に行動しておりプライベートでも交友する程の仲であるが、時折彼を見下しているような言動をすることがあり、後輩でありながら青柳を「お前」と呼んだり、どさくさに紛れてタメ口を使ったり、「あんたなんて一生出世できませんよ」「胎教に悪いから青柳は出入り禁止」「お前うざい」などの暴言を吐く事がある。
妻は売れっ子漫画家の早苗で、彼女の仕事にアシスタントとして徹夜で付き合わされることがあり、刑事の仕事に影響が出ることも多い。しかし、彼女のお陰で生活は裕福であるため、タクシーの乗車にも自腹で領収書を切らない。その後S3では、早苗との間に一児（福太郎、通称・福ちゃん）を授かったことで多忙の中で幸福感を得たものの、妻は育児ノイローゼと脳腫瘍になってしまったため、気の休まる時間が全くなかった。S4からS6までは病気療養中の早苗を福太郎ともども彼女の実家に預け、自身は独り暮らしをしていた。
事件に子供が絡んでいたり巻き込まれたときは見過ごせず感情的になることが多く、S3第4話で過去に覚醒剤絡みの件で関わった女性を誘拐した挙句に殺害しようとした犯人を逮捕して青柳と共に取り調べた際、動機が「個人的なストレスの『憂さ晴らし』」であることを知った時には、青柳が激怒して机を持ち上げた直後に犯人に対して自身の手が腫れ上がるほどの鉄拳制裁を行っていた。S7第5話では子供に殺人の疑いをかけた村瀬と口論になったことあった。またS2第4話では事件が発生した児童施設に早苗と共に献金し、早苗は理事になっている。

## 9係の関係者
石川倫子（いしかわ みちこ）
演 - 中越典子
加納倫太郎の娘。職業はパティシエール。
優しく気遣い上手ではある一方、仕事の虫であった父親の加納を憎み大の警察嫌いとなるが、同じ刑事である浅輪と出会い親交を深めるうちに、徐々に理解していくようになる。寿司（特に鯖寿司）が好き。S2で加納に怨みを持つ男に誘拐され殺されかかるが、間一髪のところで加納に救出される。浅輪からは「倫子ちゃん」と呼ばれている。S3以降、加納とはぎこちないながらも和解するようになる。S4ではあちこちの店を転々としながらお菓子作りの腕を磨き、その後はフランス留学の際にお世話になったシェフ・高木譲の経営するレストラン「シェ・タカギ」での修行を経て、S5で念願の自分の店をオープンさせた。しかし、味の研究のため海外を回ろうと店は閉めた様子（S7第1話での浅輪との会話より）で、恋人の浅輪に「初心に戻って」と言って励まされたりしている。
S8では、自宅マンションが火事になったため浅輪とルームシェアすることになる。早苗や早瀬川には浅輪のフィアンセと認識されていた。しかし、S9で原因不明の味覚障害を発症し、「刑事との結婚」にストレスを感じたのではないかと考え、浅輪と話し合った結果、彼と別れることを選択した。だが、別れた後も浅輪共々お互いが気になっていたようで、S9最終話で復縁。その後のSP版では、味覚も戻った。浅輪と別れていた間は、友人の子供のベビーシッターのようなことをしていた（S9第6話より）。
S11第1話の物語が始まる前には、パリでの洋菓子作りのコンテストに参加するが惜しくも優勝を逃してしまう。その後もパリで洋菓子作りの修行を続けていたが日本に帰国しており、早乙女静香の住むアパートに居候していた。
S12から1年後、浅輪と結婚し、浅輪倫子となった。
垣内妙子（かきうち たえこ）
演 - 遠藤久美子
青柳靖の恋人。職業はクラブ歌手。
1978年（昭和53年）5月8日生まれ。
ヤクザに麻薬中毒にされていた過去があり、青柳に救出されたことにより恋人関係になった。青柳が刑事である立場上、関係を公表しづらい時期が一時期あり、別の事件での関係者に挙がった時も青柳は必死に隠そうとしていた。自分の事よりも周囲の人の事を考えてしまうタイプで、青柳が刑事を続けて欲しいために自ら彼の元を去ったこともあった。その後、偶然浅輪に出会った際に、彼をかばって撃たれ、重傷を負った（S2最終話）。青柳のことを「青ちゃん」と呼ぶ。早苗のアシスタントを経験しており、サイン程度なら代筆が可能でS3で手が麻痺する彼女の代役をしたことがある。S4では地方巡業に出ていたが、S5では東京に戻ってコミュニティFM局のDJも務めていた（第5話より）。音楽スクールに通っていた過去がありその経営者が殺された事件では加納に情報を提供している（S6第3話）。また彼女のクラブは9係のメンバーの溜り場と化している。
矢沢早苗（やざわ さなえ）
演 - 畑野ひろ子（S1 - S4第1話 / S6第9話 - ）
矢沢英明の妻。「超」がつくほどの人気漫画家で、年収は億を下らない。夫を「ヒデちゃん」と呼ぶ。夫の職業である刑事は副業だと思っていて、早く自分のアシスタントに専念してもらいたいと願っている。自分のアシスタントは他にも雇うものの長続きしないため、夫だけでなく、青柳や妙子にまで手伝ってもらうこともあった。養護施設を定期的に慰問をしていたこともあり、事件を機に多額の寄付をした経緯から養護施設の理事長に就任する。S2で妊娠が判明し、S3では既に生後数カ月、育児ノイローゼになり入院。同時に受けた検査で脳腫瘍が見つかり手術を受ける。手の痺れなどの後遺症に悩まされ、S4からは子供と四国の実家で静養しているということからしばらく登場していなかったが、S6第9話で久しぶりに登場した。
S7で夫と同居を再開するようになる。職業柄、出版業界の裏事情にも詳しくその情報が事件解決の鍵を握ることもある。自宅では一家そろって青柳のことを「青柳」と呼び捨てにしている。
安西つかさ（あんざい つかさ）
演 - 浅見れいな（S1 - S4）
村瀬健吾の元恋人。父親は元警察官僚の安西大二郎である。父にお願いして、村瀬を昇進させようとするクリスマスプレゼントを贈るも、昇進は白紙となる。刑事の仕事を理解しているかは微妙であり、残業や急な呼び出しに機嫌を損ねることも良くある。愛車は白のフェアレディZ→ロードスター（S2から）。村瀬が自分を「ちゃん付け」で呼ぶことが特に気に入らず、呼び捨てするように要求。さらに、村瀬が小宮山に傾きかけていることに危機感を持っており、彼に自分専用の携帯電話を持たせたり、誓約書を書かせるなどして村瀬を振り回す。S3で父親が絡む汚職問題に村瀬が手をつけたことから、村瀬に別れを告げたが、村瀬が片を付けたことで復縁した。S4ではウェディングプランナーとして働き始め、「働く女」に目覚めた。S5開始時点ですでに村瀬と別れてしまっているため（S5東映公式サイトのあらすじにて）、以降の出演はない（村瀬と別れた後の彼女については電子書籍にて描写されている）。
宮原礼二（みやはら れいじ）
演 - 金児憲史（S1 - S3 / S7第9話 / S9第8話）
倫子の勤めていた洋菓子店「パンとケーキの店 ミヤハラ」の息子で、パティシエでもある。父親から店を受け継いでいる。倫子が好きらしく、浅輪をライバル視していた。S2で倫子に告白するが結局振られる。その後も彼女のことを諦め切れないようだったが、終盤は浅輪と倫子の関係を応援するようになる。元高校球児だった（S7第9話より）。
片山学（かたやま まなぶ）
演 - 石橋保（S1）
小宮山志保の恋人。銀行員。実家は呉服店。小宮山と結婚したかったが、「小宮山が刑事を辞めること」が条件であったため、破局する。
園田俊介（そのだ しゅんすけ）
演 - 中村俊介（S2 / S12）
倫子がパリ留学していた時のルームメイト。画家でその世界では注目されているらしい。絵のことしか頭になく、「飲まず食わずで絵を描き続ける」という変な癖を持っており、それが原因で倒れたところを倫子に助けられ友人・ルームメイトとなる。その後、ある日突然姿を消したらしい。倫子と日本で再会するが、1枚の絵を残して再び去っていった。白いワインと赤い味噌汁を特に好む。
S12第1話では、早乙女静香が自治会長を務める南乃蛍団地の庭で、案山子にもたれ掛かったまま気を失っているところを発見される。その時の俊介の様子が、都内で発生していた3件の連続殺人事件で被害者が発見された状況と似ていた為に、「4件目の事件が発生した」と勘違いした静香の通報を受けて駆けつけた浅輪達9係のメンバーと対面する。その際、10日前には倫子に会うために既に帰国していたものの、道中で偶々見かけた「案山子が立っている風景」の絵を描くことに夢中になり過ぎて寝食を摂らずに日本各地を転々としていたこと、そして南乃蛍団地に着いたところで空腹が限界に達して気絶してしまっていたことを打ち明ける。静香に発見された時に俊介が持っていたスケッチブックに描かれた絵は、案山子に纏わる連続殺人事件の捜査のヒントとなり、事件解決後は「女性の一人暮らしは、何かと物騒だから」という静香の意向もあり、彼女の部屋に居候することとなった。
浅輪との関係について、9係のメンバーと静香には「親友」と説明している。ちなみに、静香がニューヨークに住んでいた頃にも、絵描きに没頭するあまり飲まず食わずの状態が続いて気絶して倒れていたところを、ジョギング中の彼女に助けられたことがある（S12第1話より）。
鳥越輝明（とりごえ てるあき）
演 - 椛島永次（S2）
早苗担当の編集者。早苗の妊娠が判明するまで矢沢の本職が刑事であることを知らなかった。
徳島さやか（とくしま さやか）
演 - 加藤貴子（年末SP - S2 / S7第1話）
テレビ局の報道記者で、小宮山の友人、33歳。小宮山のおかげで念願のスクープをものにして以来、9係を情報源に捜査情報を聞き出そうとするも、その後は難航。妻子ある男と付き合っていたが、スペシャルでは別れている。その後はつかさの存在を知りながらも村瀬に接近しようとしていたが、小宮山によるとS2最終話ではすっかり「過去の人」となっていた。
S7第1話で久しぶりに再登場したが、犯人に刺殺された。
東条周作（とうじょう しゅうさく）
演 - 田中実（S3 - S4第1話）
外科医。子供が2人いる。S3の終盤より小宮山と良い雰囲気になるも次シリーズではすでに破局していたことが明らかに（S4第1話小宮山談）。
浅輪和樹（あさわ かずき）
演 - 豊原功補（S3）
浅輪直樹の兄。芸術関係の仕事に就きたかったらしく、後述の家族関係とあいまって長らく海外を放浪していたが、突然弟の前に現れる。顔は意外と広い様だがお人好しの割に軽薄で、借金を背負わされた挙句に勝手に実家の土地を担保にした等様々な問題で過去から家族に迷惑をかけていたため、直樹からは嫌われていた。
弟と和解しようと現れた矢先に倫子の開業資金を友人と思っていた人に持ち逃げされたため、返金と弟に手柄を立てさせようとして事件に関わり、遂には何者かに刺され怪我を負ってしまう。しかし、その件を通じて、現在は和解している。傷が癒えたら再び海外に行く心算らしい。
矢沢福太郎（やざわ ふくたろう）
演 - 古田悠成（S3第1話）
矢沢英明と早苗の息子。
東条ちひろ（とうじょう ちひろ）
演 - 石井萌々果（S3第8話 - 最終話）
東条周作の娘。
早乙女静香（さおとめ しずか）
演 - 野際陽子（S11 - S12）
加納倫太郎の亡き妻・石川登紀子の従姉。夫を20年前に亡くし渡米、ニューヨークで華道家として活躍していたが、財産の95%を寄付し、帰国する。かつて夫と暮らしていた南之蛍団地の自治会長。部屋は16号棟201号室。
黛優之介（まゆずみ ゆうのすけ）
演 - 竹中直人（S12）
加納倫太郎と過去に因縁を持つ世界的な法医学者。早瀬川真澄の恩師。

## 警視庁

### 刑事部
是枝正志（これえだ まさし）
演 - 誠直也（S1 - S3）
階級：警視
刑事部長。上司として加納に指示を与える立場であるが、時には非情な指示を下すこともあった。加納が庁舎内で料理をするところを注意しているが、彼が聞く耳を持たないため困惑していた。なお、実際の警視庁刑事部長は警視ではなく警視監の階級にある者が就任することが普通であり、刑事部長が係長に直接命令することもない。
三島昇（みしま のぼる）
演 - 江藤潤（S7第1話 / S8第2話・第9話・最終話）
刑事部長。良くも悪くも官僚型の警察官であり、警察庁出身の国会議員で民政党の幹事長・坂東喜一郎の息子の絡んだ事件では、加納に部下たちの警察官生命を人質に捜査から手を引くように圧力をかけたり、元犯罪者と交際している青柳に辞職を迫ったりするなど自己保身に走る傾向が強い。
柴崎直道（しばさき なおみち）
演 - 清水章吾（S10第1話・最終話 / S12第8話・最終話）
階級：警視監
警視庁刑事部長。

### 刑事部鑑識課
庄司真美（しょうじ まみ）
演 - 牛尾田恭代（S1）
鑑識員。陰で加納を指す時に「変人」と言っている。
夏樹理沙子（なつき りさこ）
演 - 加賀美早紀（S2 - S3）
経歴：警視庁新宿中央警察署鑑識課 → 警視庁刑事部鑑識課
鑑識員。浅輪直樹の大学時代の後輩。新宿中央署・鑑識課から本庁の鑑識課へ直樹の後を追うように異動してきた。
猪狩哲治（いかり てつじ）
演 - 伊東四朗（S3第7話 / S10第3話 / S11第5話 / S12第6話）
鑑識員。小宮山志保が所轄に配属していた時に同じ所轄の鑑識だった。S3第7話で小宮山と再会。事件を解決した後に定年退職。嫁いだ娘の住むスペインのバルセロナへ移住。その後帰国し、再雇用される（S10第3話より）。

### 生活安全部
関口麗子（せきぐち れいこ）
演 - 清水美沙（S10第1話・第4話）
階級：警視長
警視庁生活安全部長。
高杉浩一（たかすぎ ひろかず）
演 - 青山勝（S10第1話・第4話）
警視庁生活安全部刑事。関口麗子の部下。

### 幹部
北田丈晴
演 - 津川雅彦（S2第6話 / S10第6話）
経歴：警視庁（S2第6話） → 帝都法科大学（S10第6話）
階級：警視総監
多大な功績を残した警視総監。退官後は大学の学長になっている。
神田川宗次朗（かんだがわ そうじろう）
演 - 里見浩太朗（S10 / S11最終話 / S12第1話・第3話・最終話）
階級：警視総監
内閣危機管理監の座を狙う野心家。関口麗子から話を聞くまで加納倫太郎のことは知らなかった。

## 警察庁
神宮司桃子（じんぐうじ ももこ）
演 - 名取裕子（年末SP - S3）
階級：警視長
警察庁刑事局参事官。加納とは、研修期間時代の彼女が孤立していた時、コンビを組んでからの長い付き合いで、加納の数少ない理解者。誰とも組まない一匹狼の加納が唯一コンビを組んだ人間と自ら思っている。年末SPでは彼が事件解決したことで、目の上のタンコブだった存在の人物を取り去ってくれたことに恩義を感じる。以後加納率いる9係を有能な部署と看破し陰ながらサポートをする。
ただし、その行動理念は事件解決というよりも自らの立場の利益を重視する傾向があり、加納には「冷血無比で自分の立場の利益になることなら加勢する、出世欲の塊のような女である」と目前で指摘されても全く動じない。神宮司が参事官であることは加納以外の9係は誰も知らない。年末SPで着物で登場したため、その姿を見た小宮山は加納の愛人でクラブのママと勘違いをし、本人も敢えて否定しなかったため彼女から話を聞いたりした9係の他のメンバーも同様に思い込んでいた。
実際の警察庁刑事局に、参事官は居ない。
水野治久（みずの はるひさ）
演 - 佐戸井けん太（年末SP - S2）
警察庁刑事局長。神宮司の上司。
安西大二郎（あんざい だいじろう）
演 - 三浦浩一（S3）
安西つかさの父親。娘には甘く、彼女の脅迫染みたわがままに度々折れて（作中でそうシーンはなく、つかさが村瀬との逢瀬の際に口にしているのみ）、融通することが多い。そのためか、娘と村瀬の交際には好意的。S2では警察庁長官官房参事官、S3にて警備局長へ昇進。しかし、自らが関わった汚職事件を9係に暴かれ、失脚する。名前はS1より度々出ていた。

## 関東監察医務院
早瀬川真澄（はやせがわ ますみ）
演 - 原沙知絵（S4 - ）
監察医。落ち着いた性格で能力はあるが、少々変人めいた所がある。加納とは気が合うらしく、9係に報告に訪れると、手打ち蕎麦など加納の手作り料理を食べて行く。また、小宮山とは飲みに行ったり、ヨガやテニスを始める程の仲となっており、村瀬と小宮山の仲を疑っている。死体の不審点を指摘した後浅輪や村瀬が「なぜそんなことになったか」を訊いたときには「それを調べるのがあなたたちの仕事」と返すのが定番である。時には現場に行き検証を手伝う事がある。
かつて毒親によるストレスで摂食障害となっていたことがある。
広岡巧
演 - 新貝文規（S4 - ）
助手。

## その他
吉村真三（よしむら しんぞう）
演 - 田山涼成（S3第1話・第5話・第9話・最終話）
内閣官房長官。

## 特別出演
米沢守（よねざわ まもる）
演 - 六角精児（年末SP / S6第1話）
階級：巡査部長
警視庁刑事部 鑑識員。ドラマ『相棒』の登場人物。

## ゲスト
season1 / スペシャル（2006年） / season2 / season3 / 第4シリーズ / 第5シリーズ / 第6シリーズ / season7 / season8 / スピンオフ（2014年） / season9 / スペシャル（2014年） / season10 / season11 / season12
複数話・単話登場の場合は演者名の横の括弧（）内に表記。

### 警視庁捜査一課9係 season1（2006年）
第1話「偽証の連鎖」、第2話「殺人生録画」
- 近藤雪乃（大洋テクノロジー 社員） - 中山エミリ
- 田野倉勝（無職） - 北原雅樹（第1話のみ）
- 淡野渚（武藤の秘書） - メイサツキ
- 磯崎明（大洋テクノロジー 清掃作業員） - 新納敏正
- 杉村次郎（大洋テクノロジー 社員） - 石井揮之
- 増田義則（大洋テクノロジー 社員） - 山田アキラ
- [大島伸江（大洋テクノロジー 社員） - 宍戸美和公
- 武藤恵理子（武藤の妻・料理研究家） - 好井ひとみ
- 近藤綾子（雪乃の母） - 大塚良重（第2話のみ）
- 武藤明弘（代議士） - 河西健司（第1話のみ）
- 柿村雅夫（大洋テクノロジー 社員） - でんでん
- 公安部長 - 深水三章
- 五月晴子
- 茂木和範
- 大塚達矢
- 志賀麻登佳
- 西沢智治
- 日向勉
- 所博昭
- 松嶋亮太
- 笠井一彦

第3話「マドンナ狙撃」
- 代々木順子（衆議院議員） - 渡辺梓
- 植松敬三（順子の秘書） - 伊東孝明
- 舟橋明彦（警視庁警備部警護課 課員） - 金井茂
- 黒岩重蔵（国土交通大臣） - 勝部演之
- 中西台次
- 佐藤智美
- 法福法彦
- 山内健詞
- 内田有美
- 大西武志
- 牧村泉三郎

第4話「強盗ゲーム」
- 安田久司 - 長谷川朝晴
- 安田まなみ（安田の妹） - 尾高杏奈
- 北浦哲郎（投資家） - 小橋賢児
- 神崎吾輔 - 河原さぶ
- 直林真里奈
- 坂口進也
- 網野あきら
- 坂口拓也

第5話「除幕式の死体」
- 松宮浩一郎（帝南大学 助教授） - 近藤公園
- 橋本幸雄（帝南大学 助教授） - 朝倉伸二
- 中岡正仁（帝南大学 大学院生） - 阿部進之介
- 奥津薫（ホステス） - 浜丘麻矢
- 奥津朝子（薫の母） - 角替和枝
- 結城慶造（帝南大学 名誉教授） - 浜田晃
- 川嵜美佳
- 中川彰
- 美咲レイラ
- 阿美朝子

第6話「動く指紋の謎」
- 八神公仁（警視庁池袋西警察署 鑑識員） - 丸山智己
- 先崎達也（ホスト） - 窪寺昭
- 伊澤由佳（ホステス） - 未向
- 原修太郎（元ボクサー） - タカ・コンドー
- 野添了 - 大森ヒロシ
- キヨシ（ホスト） - 黒田耕平
- 小田島邦夫（警視庁池袋西警察署 刑事） - 中西良太
- かなやす慶行
- 久松夕子
- 名取幸政
- 硲大輔
- 杉山健一

第7話「船上の目撃者」
- 樋口美香（服飾メーカー「ピッグス」専務） - 岩橋道子
- 恩田亮介 - 岡本竜汰
- 長久保伸一（ピッグス 社長） - 寺十吾
- 長久保礼子（長久保の妻・元トップモデル） - 紫吹淳
- 及川健
- 和泉宗兵
- 鈴木信明
- 矢代和央
- 村井美樹
- 飯沼千恵子

第8話「Gペンの殺意」
- 本田ふみえ（出版社社員・美月の担当） - 小西美帆
- 橘新一（美月の夫） - 乃木涼介
- 佐藤カオリ（美月のアシスタント） - 菜葉菜
- 磯部勇 - 辻本祐樹
- マキ - 本名陽子
- 橘美月（漫画家） - 荻野目慶子
- 埴岡由紀子
- 小嶋一成

第9話「冷凍花嫁」
- 山西正信（よしえの婚約者） - 正名僕蔵
- 赤羽沙織 - 遊井亮子
- 緒方明久 - 阿部薫
- 塩田徹（イメージクラブ経営） - 大鷹明良
- 糸川睦美 - 水谷ケイ
- 綿引よしえ - 浅川稚広
- 佐渡稔
- 石野久美子
- 平田康之
- 高柳葉子
- 大西耕治
- 水月圭

最終話「最後の判決」
- 下山忠久 - 梨本謙次郎
- 猪瀬仁美（猪瀬の娘） - 今村恵子
- 佐伯信也 - 山﨑勝之
- 石垣（竜一の父） - 山田明郷
- 石垣竜一（凶悪犯） - 佐野大樹
- 武富 - 不破万作
- 猪瀬喜一郎（最高裁裁判官） - 平幹二朗
- 湯浅美和子
- 松本じゅん
- 佐々木仁
- 大久保卓朗

### 警視庁捜査一課9係 スペシャル（2006年）
年末スペシャル「2006年最後の事件」
- 笹村芳美（桜ケ丘大学 教授） - 北原佐和子
- 長岡敦 - 宝井誠明
- 若槻とおる（ジャーナリスト） - 若杉宏二
- 大山功 - 沼田爆
- 梶原謙蔵（政治家） - 中原丈雄
- 奥田順之助（奥田順之助法律事務所 所長） - ベンガル
- 一条由紀（奥田順之助法律事務所 秘書） - 松本莉緒
- 真鍋明久（奥田順之助法律事務所 弁護士） - 長野博 (V6)

### 警視庁捜査一課9係 season2（2007年）
第1話「巌窟王の復讐」、第2話「殺人係長」
- 犬飼洋蔵（刑事） - 遠藤憲一（第2話のみ）
- 小此木啓介（小此木コーポレーション 社長） - 伊藤洋三郎
- 安原正仁 - 諏訪太朗
- 檜山昇（無職） - 長岡尚彦
- 春海四方
- 舟木幸
- 坂田聡
- 富田麻紗子
- 菊池隆志
- 小田有紗
- 道添愛美
- 小宮秀樹
- 松尾頼之
- 鈴木美佳
- 荻原紀
- 新家子一弘
- 佐藤博秋
- 永井裕久
- 太田行雄
- 岡けんじ
- 渡辺さゆり（小此木コーポレーション 専務） - 洞口依子
- 赤岩晴彦（元宝石商） - 小日向文世

第3話「殺人美容整形」
- 森由理子（作家） - 夏生ゆうな
- 河村明良（東京中央出版 編集者） - 石井洋祐
- 鈴木義男（由理子の夫） - 渡洋史
- 桂木純 - 栩原楽人
- 梅原二郎（作家） - 石田太郎
- 桂木亜沙子（桂木亜沙子美容クリニック 経営者） - 筒井真理子

第4話「楽園の悪魔」
- 大山隆太（養護施設「あおぞら園」児童） - 小林翼
- 高村伸一郎（あおぞら園 園長） - 森下哲夫
- 稲本千佳（あおぞら園 職員） - 上原さくら
- 白倉健二（元暴力団員） - 渡辺いっけい

第5話「殺しの花嫁衣裳」
- 姫野まりん（アイドル） - 長谷川恵美
- 石田洋一 - 内野謙太
- 風間大二郎（代議士） - 加島潤
- 風間忍（風間の娘） - 岡田薫
- 亀岡しげる（芸人） - はなわ
- 風間健作（政治家） - 金子昇

第6話「警視総監の秘密」
- 藤村義明（島野運輸 元社員） - 渡辺大
- 岡部雄一（メトロポリス生命保険 調査員） - 飯田基祐
- 梶浦正也 - 笠原紳司
- 島野由梨 - 岳美
- 藤村一枝 - 平淑恵

第7話「狙われた誕生会」
- 志田仁美（志田の娘） - 英玲奈
- 阿川泰造（死刑囚） - 江端英久
- 吉住紘 - 中根徹
- 田所将臣 - 松本博之
- 加茂崎竜二（レストラン「エムロード」清掃員） - 榊英雄
- 志田玄一郎（帝和銀行 頭取） - 鹿内孝
- 鈴里奈緒 - 星野真里

第8話「薔薇の女」
- 澤井清志（画家） - 高杉瑞穂
- 一場玲子（モデル） - 吉田智美
- 高嶋瑠美 - 坂口理香
- 山根慎一（イタリアンレストラン「テンポグラン ヤマネ」オーナー） - 小市慢太郎
- 須藤奈津美（キャスター） - 野村真美

最終話「最後の晩餐」
- 小柳美華 - 大沢さやか
- 平野邦昌 - 市川勇
- 篠原敏夫 - 並樹史朗
- 辛島雪美 - 光井みほ
- KABA.ちゃん
- 島本真衣（テレビ朝日）
- 渡辺寛二
- 井上夏葉
- 根田あつひろ
- 二月末
- 大橋寛展
- 木内友三
- 竹内和彦
- 河野安郎
- 桂野恵一
- 高橋雅彦
- 畑中愛音
- 長坂美香
- 葛生忠広
- 鈴木良崇
- 大佳央
- 工藤拓
- 朝田帆香

- 寺岡秀次郎（判事） - 林泰文
- 石黒大輔（検察官） - 宇梶剛士

### 警視庁捜査一課9係 season3（2008年）
第1話「堕天使」
- 磯崎賢治（警備員） - 田口主将
- 高村正剛（ジャーナリスト） - 河野洋一郎
- 保田修一（館林の第一秘書） - 俵木藤汰
- 若村良美（神山総合病院 看護師） - 弘中麻紀
- 小笠原雪乃（神山総合病院 看護師） - 大西麻恵
- 前畑祥子（昌子の妹） - 小池里奈
- 前畑昌子（神山総合病院 看護師） - 木村和可
- 館林吾郎（衆議院議員） - 冨家規政
- 小倉百合子（館林の第二秘書・元アナウンサー） - 雛形あきこ

第2話「兄弟」
- 島津一郎（元ボクサー） - 本宮泰風
- 林原琴音（次郎の恋人） - 大村彩子
- 島津次郎（一郎の弟） - 鈴木浩介
- 今林久弥
- よしこさん
- 早川純一
- 菊池隆志
- 石塚初美
- 高橋雅彦
- 田口司
- 秋山悠介
- 奥田こころ

第3話「装飾（デコレーション）死体」
- 椎名竜一（無職） - 杉浦文紀
- 磯部富雄 - 加門良
- 飯沼里佳子 - 三原伊織奈
- 小早川博（工場勤務） - 有薗芳記
- 田中昌宏
- 尾藤ゆう
- 加世幸市
- 浜田大介
- 丸尾博志
- 磯村信子（お菓子教室講師） - 高畑淳子

第4話「時給五万円の殺人」
- 林あゆみ（加奈の友達） - 山本ひかる
- 後藤加奈（音楽学校「アポロジャパン」生徒） - 鉢嶺杏奈
- 滝川晴雄 - 伊藤正之
- 鷲尾秀樹 - 村杉蝉之介
- 水橋真知子（水橋不動産 社長） - 長野里美
- 坂巻昇（水橋不動産 秘書） - 上杉祥三
- 篠原功生
- 小松未可子
- 笠島彩香
- 遠藤要
- 朽木正伸
- 牧村泉三郎

第5話「封じられた捜査」
- 黒木克哉（外務省職員） - 松永博史
- 黒木ちとせ（克哉の妻） - 田村友里
- 大室和子（議員） - 中島マリ
- 高村正剛（ジャーナリスト・故人） - 河野洋一郎
- 町山紀一郎（町山研究所 所長） - 正名僕蔵
- 鳥木元博
- 天見樹力
- 小倉百合子（元アナウンサー） - 雛形あきこ

第6話「殺しのピアノ」
- 梶山 - 吉川拳生
- 塩見 - 竹嶋康成
- 重野勝 - 小谷幸弘
- 児玉晃二（クラブのピアニスト） - 遠藤嘉人
- 今泉千恵（弁護士） - 映美くらら
- 大久保卓朗
- 佐々木仁
- 小林毅彦（小林商事 社長） - 堀内正美

第7話「割れないグラス」
- 中倉孝介 - 飯山弘章
- 堀内まゆみ - 住吉怜奈
- 石黒佳代（インテリアショップ「シャーレック」社員） - 金子さやか
- 岩城奈々子（インテリアショップ「シャーレック」バイヤー・岩城の妻） - 中村綾
- 岩城譲（インテリアショップ「シャーレック」社長） - 志村東吾
- 高嶋宏行

第8話「疑惑の花嫁」
- 緒方美穂（編集者） - 村井美樹
- 辻本晋一郎（無職） - 村田充
- 三田村裕一（銀行員・沙織の婚約者） - 森岡豊
- 上坂和久（編集者） - 木村靖司
- 磯辺高志（ベストセラー作家） - 佐々木勝彦
- 磯辺沙織（磯辺と前妻との娘） - 石田未来
- かなやす慶行
- 安田洋子
- 磯辺聡子（磯辺の後妻） - 小沢真珠

第9話「赤と白の殺意」
- 橋本鉄治（和樹の親友） - 浜田学
- 見留優（見留の妻・元女優） - 尾崎亜衣
- 殿山彰（龍神会） - 本城丸裕
- 武田ジョージ（優の元恋人） - 冨田翔
- 春田絵里子（見留グループ 秘書） - 遊井亮子
- 見留朝雄（見留グループ 社長） - 小木茂光
- 小林由利
- 松田沙紀
- 細川智三
- 下川江那
- 石丸ひろし
- 増田英治
- 藤澤信泰
- 野口圭

最終話「殺人研究室」
- 広田伸一（明光大学 大学院生） - 反田孝幸
- 渋沢貴俊 - 長江英和
- 三原桜（茶寮「一松」仲居） - 星井七瀬
- 松江哲郎（明光大学 教授） - 升毅
- 川俣しのぶ
- 桜井聖
- 元井須美子
- Mako
- 石黒圭一郎
- 佐野大輔
- 川口圭子
- 茂呂真紀子
- 千葉誠樹
- 河西祐樹
- 藤田清二
- 岡けんじ
- 新家子一弘
- 徳井広基
- 浜田大介
- 齋藤彰
- 佐藤博秋
- 永井裕久
- 保科光志
- 北郷良
- 荻原暁
- 清水舞
- 古田悠成

### 新・警視庁捜査一課9係（第4シリーズ・2009年）
第1話「殺人占い」
- 高坂弘明（北島の顧問弁護士） - 加藤虎ノ介
- 池上弥生（万里江の友達・2年前死亡） - 松本若菜
- 稲葉万里江（占い師「ゴッドアイ・マリー」） - 伴杏里
- 大野里実（大野の娘） - 浅川稚広
- 池上昭雄（弥生の父） - 有福正志
- 大野孝一（北島の秘書） - 春田純一
- 北島和正（衆議院議員） - 勝部演之

第2話「殺人女優」
- 小山内民子（映画記録係） - 吉田羊
- 平柳文江（平柳の妻） - 久世星佳
- 鈴元美雪（千賀子の付き人） - 鈴木麻衣花
- 金山久雄 - 朝倉伸二
- 平柳義武（映画監督） - 西田健
- 越後千賀子（女優） - 多岐川裕美

第3話「殺意のロザリオ」
- 筧俊英 - 東根作寿英
- 坂井みゆき（「M.SLASH」美容師） - 麻乃佳世
- 天草義男（チンピラ） - 藤岡太郎
- 奥山隆康（聖マリエル教会 司祭） - 金田明夫

第4話「殺人スクープ」
- 森脇秀樹（警視庁渋谷西警察署 刑事） - 大浦龍宇一
- 宇佐美ゆき（「週刊現実」記者） - 菅原禄弥
- 寺西晴美（ゆきの隣人） - 根岸季衣

第5話「殺人ダイヤモンド」
- 石野真一（城南大学 宇都宮研究室 助手） - 黄川田将也
- 宇都宮忠之（城南大学 名誉教授・政治学者） - 成瀬正孝
- 椎名麻里（キャバクラ嬢） - 平田薫
- 安本修二（輸入雑貨店「コートジボワール」経営） - 笠兼三

第6話「殺人レシピ」
- 野田重雄 - 河原さぶ
- 板東聡（BDコーポレーション 社長） - 木下ほうか
- 多田夏美（「月間美食ガイド」編集者） - 建みさと
- 小原康介（シェフ） - 佐藤佑介
- 大谷智也（従業員） - 大和田悠太
- 野田瑤子（野田の妻） - 山口いづみ
- 高木譲（レストラン「シェ・タカギ」シェフ） - 綿引勝彦

第7話「アロマ殺人事件」
- 高橋麻巳子（「ユリコヨガ」見習い） - 高野志穂
- 高橋守（麻巳子の夫） - 水橋研二
- 池内百合子（「ユリコヨガ」インストラクター） - 大家由祐子
- 奥田美紀（「ユリコヨガ」インストラクター） - 西村優子
- 前田咲子 - 山下裕子
- 国井千枝（「ユリコヨガ」インストラクター） - 中原果南

第8話「殺人歌姫」
- 東山千鶴（「ウエストミュージック」サウンドプロデューサー） - 西牟田恵
- 北村萌香（歌手） - 河野由佳
- 西邦明（「ウエストミュージック」社長） - 団時朗
- 真田武（「ウエストミュージック」副社長） - 酒井敏也

第9話「落雷花嫁」
- 高村亜希子（お天気キャスター） - 森脇英理子
- 赤城孝司（ビオラ奏者） - 一條俊
- 黒田隆一郎（建築家・亜希子の婚約者） - 湯江健幸
- 森川智行（マンション管理人） - 近藤公園

第10話「新コンビ誕生」
- 金沢繭 （アパレルブランド「ゴールディ」モデル） - 小林涼子
- 本多数馬（「ゴールディ」社長兼チーフデザイナー） - 井田國彦
- 村上佳貴（「ゴールディ」専務） - 相島一之
- 明日香（「ゴールディ」専属モデル） - 伊藤裕子

最終話「生命の捜査線」
- 西脇佑介（大江の第一秘書） - 中西良太
- 大江喜三郎（衆議院議員） - 森下哲夫
- 秋重真治（新報通信社 記者） - 柳野幸成
- 須藤和彦（元救急隊員） - 風見しんご

### 新・警視庁捜査一課9係 season2（第5シリーズ・2010年）
第1話「100億の殺人」
- 高橋真由美（五代銀行 秘書） - 小橋めぐみ
- 桜沢あかね（天才女流棋士） - 三浦透子
- 西丸洋一（五代銀行 頭取） - 藤田宗久
- 篠宮譲（日本東西建設 社長） - 石井愃一
- 武智健一郎（武智の息子・故人） - 秋山竣
- 鮎河圭吾
- 中島まりな
- 林由子
- 静畑貴明（プロ将棋） - 岡本富士太
- 武智茂（武智設計工房 社長） - 松重豊

第2話「殺人酵母」
- 和久井遥（和久井ベーカリー 主人） - さくら
- 大野順二（総合リハビリテーションセンター 理学療法士） - 草野とおる
- 村越保子（和久井ベーカリー 従業員） - 重田千穂子
- 立川秀平（テレビ番組「号泣劇場」スタッフ） - 青山勝
- 小杉薫（「号泣劇場」司会者・作家） - 池田成志
- 佑々木優
- 田代大悟
- 藤川千尋
- 竹内和彦
- 東圭太
- 北郷可恩
- 猪股厚志
- 花井雅代（「号泣劇場」司会アシスタント） - 小林綾子

第3話「殺人ベストセラー」
- 南条あかり（新人小説家） - 穂のか
- 香田龍太郎（作家） - 河合龍之介
- 橋本和男（文光社 編集長） - 阿南健治
- 篠田明日香（香田の担当編集者） - 吉本菜穂子
- 南条弘樹（あかりの兄・故人） - 高木拓哉
- 恩田真理（作家） - 木野花
- 西岡秀記
- 宮沢天
- 宮沢なお
- 高木拓哉
- 杉浦冬真
- 高橋麻理香
- 高森久仁子（南条の担当編集者） - 高橋ひとみ

第4話「死者からのメール」
- 渡辺正（保護観察中・本名「佐々木勝也」） - 伊藤祐輝
- 多田克行（保護観察中・本名「川村了」） - 山口龍人
- 池脇花穂（専門学校生） - AKINA
- 宇納佑
- 梶原阿貴
- 池田祐見子
- 岡けんじ
- 山口裕次郎
- 渡辺庸平（渡辺工作所 社長） - 菅原大吉
- 高畑宗一郎（渡辺正の担当保護司・元小学校教師） - 不破万作

第5話「殺人DJ」
- 野村修（東京セントラルデザイン専門学校 講師） - 建蔵
- 北原明日香（東京セントラルデザイン専門学校 生徒） - 沢井美優
- 藤並俊一郎（ラジオ局「FM Kanon」社長） - 小市慢太郎
- 藤並京子（藤波の妻・「FM Kanon」社員） - 堀内敬子
- 伊藤俊輔
- 伊藤力
- 浅野真哉
- 鹿内大嗣
- 中村映里子

第6話「殺しのルージュ」
- 田所誠（「新都テレビ」番組プロデューサー） - 髙橋洋
- 木戸修二（レインボウ化粧品 元社員） - 六角慎司
- 酒井真一（クリーニング清泉舎 店員） - 龍坐
- 大橋彩（歌舞伎町のキャバクラ嬢） - 加藤裕月
- 福本敦子（「新都テレビ」受付嬢） - 珠木ゆかり
- 佐々木明美（商事会社社員） - 小野晴子
- 西島武史（歌舞伎町のバーテン） - 相原雄太
- 門脇健司（テレビ番組のコメンテーター・元警視庁捜査一課 刑事） - 橋本さとし
- 鈴木美香
- 館恵美
- 高橋明日香
- 永栄正顕
- 浜幸一郎
- 相原雄太

第7話「聴かれた殺人」
- 浅井理子（小宮山志保の同級生） - 菊池麻衣子
- 浅井光太郎（理子の夫・武蔵野文化大学 教授） - 田宮五郎
- 内田達也（白石都法律事務所 弁護士） - 本田大輔
- 能年玲奈
- 竹村千穂
- 三谷侑未
- 松山美雪
- 中西台次
- 八木静里菜
- 増山加弥乃
- 白石都（白石都法律事務所 弁護士） - 宮地雅子

第8話「歩く死体」
- 相沢二葉（相沢の妻） - 小野真弓
- 相沢亮輔（作曲家） - 小林高鹿
- 佐藤知也（三鷹台高校 吹奏楽部顧問） - 宮崎吐夢
- 高木由奈（キャバクラのホステス） - はねゆり
- 脇田莉沙子（三鷹台高校 吹奏楽部顧問） - 小西美帆
- カゴシマジロー
- 田村学
- 紅林ゆかり
- ふくまつみ
- 荒井隆人
- 新虎幸明
- 川名みくる
- 川名輪太郎
- 本間康之
- 森野喜久雄（元暴力団構成員） - 蟹江一平

第9話「二つの血痕」
- 佐竹菜穂子（声優） - 原田佳奈
- 松尾謙太郎（ライブハウス「クロコダイル」店長） - 大村波彦
- 太田亜季（演劇スタッフ） - 山田キヌヲ
- 戸田愛子（岸商店 従業員） - かでなれおん
- 江藤純一（自称ミュージシャン） - 篠田光亮
- 仙波和之
- 沖中千英乃
- 麻生絵里子
- 山本雅子
- 大川ひろし
- 真田幹也
- 村上新悟
- 山内理沙
- 外波山流太
- 片山治（演劇の演出家） - ベンガル
- 山村清志（年金生活者） - 渡辺哲

第10話「高層の死角」
- 前山千里（田宮の元妻） - 小宮久美子
- 前山秀一（田宮と千里の息子） - 中村倫也
- 久我弘之（久我土建 社長） - 山崎大輔
- 久我正孝（久我の息子） - 内野謙太
- 田宮剛（久我土建 作業員） - 遠山俊也
- 溝口甚八（検視官） - 中原丈雄
- 田中洋之助
- 仲田敬治
- 松尾晶代
- 高尾祥子
- 西海健二郎
- 佐野光洋
- 堀井茶渡
- 中島来星

第11話「殺人ネイル」
- 神谷学（ネイルサロン「LUIRE」オーナー） - 窪寺昭
- 河原裕子（新徳社のカメラマン） - 松永京子（最終話にも出演）
- 溝口理沙（ホステス） - 泉里香
- 平川梨乃（琴乃の娘） - 松本春姫（最終話にも出演）
- 女子高生 - 馬場梨里杏
- 増田尚也（ネイルサロン「LUIRE」スタッフ） - マギー
- 松尾みどり
- 柴田鉄平
- 七咲友梨
- 小林和寿
- 小宮山新二
- 東風万智子
- 平川琴乃（ブティック店員） - 遠山景織子（最終話にも出演）
- 黒沢博敏（新徳社 記者） - 鶴見辰吾（最終話にも出演）

最終話「ヒミコ強奪」
- 平瀬美奈代（泉川の婚約者・日本理科大学 准教授） - 東風万智子
- 泉川卓司（金菱商事 社員） - 神尾佑
- 十河勇樹（金菱商事 社員） - 松林慎司
- 服部健一（通称「死の商人」） - 武智健二
- 西永（金菱商事 部長） - 俵木藤汰
- 所沢（東條会） - 新納敏正
- 河本千明
- 柏秀人
- 永井李奈
- 池波健也（国際科学ジャーナリスト） - 寺田農

### 新・警視庁捜査一課9係 season3（第6シリーズ・2011年）
第1話「消された女刑事」
- 黛涼子（警視庁捜査一課14係 刑事・村瀬健吾の相棒） - 佐藤江梨子
- 新田哲男（警視庁捜査一課9係 新人刑事・警備局長の息子） - 内田朝陽
- 水嶋明美（クラブ「Ray」ホステス） - 平岩紙
- 佐藤孝彦（常徳法律事務所 弁護士） - 飯田基祐
- 三宅智之（明美の元夫・そばまんじゅう屋「梅月」経営） - 溝呂木賢
- 三宅春子（三宅の母） - 吉野由志子
- 犬飼直人（犬飼企画） - 賀川黒之助
- 平慶翔
- 永井裕久
- 堂屋将之
- 藤田清二
- 三谷翔太
- 上田結
- 野田和佳子
- 仲村瑠夏

第2話「殺人バースディ」
- 三縞麻衣（トップモデル） - 三津谷葉子
- 椎名綾香（歌手） - 仁科仁美
- 木村新（麻衣の夫・フードプロデューサー） - 上杉祥三
- 斉藤一郎（ピアニスト） - 渋江譲二
- 細田高子（音楽セラピスト） - 田岡美也子
- 大津翔誠
- 立川澄子（ホテルチェーン社長） - 平淑恵

第3話「赤い破片の秘密」
- 岩木元子（作詞家） - 山下容莉枝
- 前川昭一（音楽スクール「テアトルヴォイス」学長） - ヨシダ朝
- 倉橋理緒（「テアトルヴォイス」所属歌手） - 小松彩夏
- 石垣守（理緒のマネージャー） - 木下政治
- 山根和子（ピアノ講師・故人） - 田根楽子
- 日下部仁志（和子の甥） - 尾関伸嗣
- 田中美登里
- 渡辺哲史
- 細井瑠花
- 今村美歩
- 金沢美里（声優） - 鈴木亜美

第4話「ルビー殺人事件」
- 辻村茜（弁当屋「七力」従業員） - 西原亜希
- 伊東奈美枝（桜桃幼稚園 教員・ユリ子の娘） - 松本まりか
- 日高洋一（日高運送 社長） - 菊池均也
- 柴田麻紀（日高ユリ子宅の住み込み家政婦） - 松永玲子
- 遠山タケル（信子の息子・弁当屋「七力」従業員） - 佐藤貴広
- 茂木通夫（麻紀のおじ・ジュエリー工房茂木 経営者） - 仲野文梧
- 遠山信子（麻紀のおば・弁当屋「七力」経営） - 三谷悦代
- 浜口嘉彦（暴力団員） - 針原滋
- 九十九一
- 須川和洋
- 奥田由美
- 仲野元子
- 高橋雅彦
- 佐藤みなほ
- 高倉亜樹
- 山下采美
- 日高ユリ子（日高運送 先代社長の後妻・元モデル） - 古村比呂

第5話「美食の殺人」
- 真嶋チカ（桜の妹） - 山本ひかる
- 本城篤志（椿鮨 従業員） - 福井博章
- 佐々木葉子（喫茶店「Leaf」店主） - 長野里美
- 古野太郎（小料理屋「ふるさと」店主） - 大高洋夫
- 浜幸一郎
- 崔哲浩
- 内田三香子
- 真嶋桜（小料理屋「ふるさと」従業員） - 井上和香

第6話「秘密の部屋」
- 坂本奈津江（坂本の妻） - 吉田羊
- 坂本晋平（クローバー商事 経営企画室 室長） - 本間剛
- 今井勇人（代議士） - 山﨑勝之
- 中田孝介（四つ葉証券 社員・故人） - 佐野大樹
- 小川（クローバー商事 役員） - 窪園純一
- 二村吉弘（今井の秘書） - 伊藤洋三郎
- 阿部真里
- 鬼頭真也
- 入口夕布
- 今村美歩
- 河原えりか（キャビンアテンダント） - 宮地真緒

第7話「殺人法廷」
- 若杉充（創星出版社 編集者） - 近江谷太朗
- 駒田瑞穂（元女子大生・故人） - 皆川玲奈
- 手島智己（無職） - 中川晴樹
- 駒田毅（瑞穂の兄） - 金子裕
- 手島映子（手島の母・喫茶店「オクターヴ」経営） - 前沢保美
- 堀川秀宣（堀川メンタルクリニック 臨床心理士） - 野元学二
- 有末新（作家） - 小田桐一
- 高浜（警視庁目黒北警察署 刑事） - 大久保運
- 渡辺聡（下林鉄工所 作業員） - 岩田和浩
- 長谷川公彦
- 戸井田稔
- 中村彰男
- 西山沙織
- 朝倉亜実
- 大滝寛
- 黒岩司
- 川畑和雄
- 小倉百代
- 野川光雄
- 有末潤子（有末の妻） - 姿晴香

第8話「殺人渓谷」
- 中西友和（結城の幼馴染） - 山下徹大
- 舘川真琴（桑形村役場 職員） - 広澤草
- 財津輝之（桑形村村長） - 小林勝也
- 財津亮介（京鉄建設 社員） - 榊原利彦
- 矢野芳子（矢野芳子建築設計事務所 社長） - 立原麻衣
- 結城晃一郎（元テニスプレーヤー） - 松田賢二（少年期：坂本優太）
- 能勢剛太郎（桑形村駐在所 警察官） - 草薙良一
- 舘川幸男（真琴の父） - 植村喜八郎
- 藤夏子
- 椎名泰三
- 沼尾義彦
- 小田島敏子
- おぎのきみ子
- 深澤大河
- 小倉百代

第9話「殺意の赤いライン」
- 工藤時子（工藤の母） - 立石涼子
- 佐倉夕子（佐倉の娘・脚本家） - 菊地美香
- 三原結衣（里美の娘） - 松岡茉優
- 神崎翔（佐倉プロダクション 所属アイドル） - 水谷百輔
- 工藤秀一（明華女学院 教師） - 遠山悠介
- 佐倉武史（佐倉プロダクション 社長） - 佐渡稔
- 田所（映画プロデューサー） - まいど豊
- 木島（明華女学院 教頭） - 浅見小四郎
- 村上かず
- 中沢青六
- 岩澤晶範
- 松田知己
- 星川彩（アイドル） - 菊地亜美
- 三原里美（佐倉プロダクション マネージャー） - 河合美智子

第10話「悪魔の連載」
- 新津良英（中華料理「明明」店員） - 大竹浩一
- 馬場啓介（永楽出版 記者） - 信太昌之
- 荒川十三（荒川ジム 会長） - 赤星昇一郎
- 大村春樹（永楽出版 編集長） - 福本伸一
- 田中陽一（中華料理「明明」店主） - 山田アキラ
- 高橋裕子（泉葉社 編集者） - 南伊
- 吉村 - 清水一彰
- 木村孝蔵
- 松本直也
- 樋口真央
- 今村美歩
- 長岡知治
- 黒崎省吾
- 城戸香奈子（フリーライター） - 入山法子
- 柏木雄一郎（荒川ジム 所属ボクサー） - 金子賢

最終話「最期の銃弾」
- 笹岡総一郎（警視庁特殊班捜査1係 係長） - 中村育二
- 西川恵（一条の元妻） - 遊井亮子
- 佐藤隆（銀竜会系川手組 組長） - 木村栄
- 長浜健一（香織の夫・日本メビウス証券 社員） - かなやす慶行
- 江田島聡 - 荒谷清水
- 長浜香織（主婦） - 荒井奈緒美
- 谷崎剛三（大東連合樽井組 組長） - 森里一大
- 高野努（城東ファイナンス 元課長・故人） - 花ケ前浩一
- 西川大樹（一条と恵の息子） - 山田日向
- 桂田宏明（日本メビウス証券 社員） - 松田ジロウ
- 一条守（元警察官） - 眞島秀和
- 山森大輔
- 森里一大
- 柳橋朋典
- 斉藤祐一
- 右門青寿
- 伊藤力
- 永井裕久
- 江藤翔太
- 岡けんじ
- 堂屋将之
- 堀内美希
- 篠原真由美（城東ファイナンス 元従業員） - 中山忍

### 警視庁捜査一課9係 season7（2012年）
第1話「Uの傷跡」
- 中尾絵里加（帝都広告社 社員） - 高橋かおり
- 伊勢原豪（小説家） - 小林健
- 出口靖明（曽根山の第一秘書） - 松澤一之
- 坂東卓（坂東の次男で秘書） - 須賀貴匡
- 太田悠子（曽根山の第二秘書） - 山崎直子
- 篠田憲吾（美鈴の息子） - 佐藤斗逢
- 篠田美鈴（北麻生家政婦紹介所 家政婦） - 山口あゆみ
- 石井洋祐
- 松ゆりえ
- 近藤未来
- 伊藤れいこ
- ダレアレ悟
- 福田繁
- 邱太郎
- 工藤俊作
- 寺中寿之
- 大波誠
- 金重陽平
- 外川貴博
- 松田知己
- 本橋由香
- 伊藤弘子
- 八巻博史
- 曽根山智士（あおぞら新党 党首） - 野村宏伸
- 坂東喜一郎（与党民政党幹事長・元警察庁副長官） - 西岡徳馬

第2話「殺人陶器」
- 小林徹子（マツーカ 社長秘書） - 馬渕英俚可
- 松岡寿人（マツーカ 社長） - 本城丸裕
- 小泉伸幸（陶芸作家・2代目 斉藤茂三郎） - 緒形幹太
- 岡部聡子（マツーカ 社員） - 麻乃佳世
- 青垣テル代 - 柳川慶子
- 齋藤美咲
- 田端明子（マツーカ 清掃係） - 菊地由希子
- 斉藤茂三郎（陶芸作家・故人） - 河原さぶ

第3話「シェフ殺人事件」
- 吉見卓司（フレンチシェフ） - 滝藤賢一
- 安西慶子（安西の妻・吉見の元妻） - 山口香緒里
- 谷本満男（フランス料理店「ピカルディ」スーシェフ） - 赤木伸輔
- 二宮幸也（二宮の息子） - 青柳尊哉
- 二宮誠（レストラン「ベルポワソン」店主） - 鈴木一功
- 新田憲弘（テレビ番組「よしみ番付」スタッフ） - 青山勝
- 梶原歩美（慶子のママ友） - 田村友里
- 大野健一（フランス料理店「ピカルディ」スタッフ） - 毛利ケンイチ
- 安西瑠璃（吉見と慶子の娘・子役モデル） - 毛利恋子
- 笠木泉
- 山崎智恵
- 広瀬真寿美
- 山田菜々香
- 安西勤 - 小宮孝泰

第4話「殺意の芝生」
- 小早川洋介（スポーツエージェント「KSA」社長） - 山田純大
- 小早川貴子（小早川の妻・「KSA」専務） - 北原佐和子
- 森本ひとみ（バレエダンサー） - 彩也子
- 吉永恵理（プロテニスプレーヤー） - 大谷みつほ
- 大沼巌（バレエの監督） - 青島健介
- 藤田瞳子
- 大槻修治
- 杉崎佳穂
- 厚地康雄
- 小林美萌
- 坂木彩夏
- 森本聖子（ひとみの母でマネージャー） - 手塚理美

第5話「悪魔の似顔絵」
- 木原由佳里（児童養護施設「むさし台愛育園」常勤職員） - 末永遥
- 下山鳴海（むさし台愛育園 児童） - 澤田萌音
- 藤堂良治（むさし台愛育園 園長） - 川上たけし
- 佐藤章一（都立西東京工業高等学校 教師） - 斉藤陽一郎
- 中江彩（むさし台愛育園 非常勤職員） - 上田結
- 竹下圭吾（西東京社会復帰支援センター 職員） - 小嶋尚樹
- 鈴木智則（都立西東京工業高等学校 職員） - 中山祐一朗
- 矢野隆史（西東京社会復帰支援センター 入所者） - 東根作寿英
- 北島美香
- 中村恭子
- 錦辺莉沙
- 山田萌々香
- 小嶋一華

第6話「アロハ殺人事件」
- 早川緑（花屋「向日葵」店主・過去に3人の男と結婚） - 宮本真希
- 村田佳代子（「ノーザンホテル東京」マネージャー） - 山下裕子
- 田辺学（緑の3番目の夫・飲食店「もつ福」店員） - 野間口徹
- 坂井直人（緑の2番目の夫・故人） - 一条俊
- 舟木幸
- 西山沙織
- 幸映
- 坂口佳穂
- 本庄加那美
- 清水邦子（「ノーザンホテル東京」清掃員） - 山口美也子
- 坂井静江（坂井の母・フラダンス教室「アロハ オハナ」講師） - 山口果林

第7話「穏やかな死体」
- 常盤木アズサ（女子高生） - 荒井萌
- 田辺瑞恵（常盤木家の家政婦） - 福島まり子
- 江木圭一（暴力団員） - 岩間天嗣
- 前川俊夫 - 朝倉伸二
- 常盤木アズミ（アズサの双子の弟・故人） - 上領恭介
- 菊池隆志
- 真砂豪
- 皆川玲子
- 宮沢天
- 池田宜大
- 柿沢隆史
- 吉見幸洋
- 三沢成明（高級宝飾店「メグレス」セールスチーフ） - 国広富之

第8話「犬は見ていた」
- 末永千穂（タレント・お笑いコンビ「月とすっぽん」ボケ） - 阿南敦子
- 岩間俊和（千穂の事務所社長） - 伊東孝明
- マチコ（タレント） - 小林美江
- 山林みずほ（メイク係） - 晃田佳子
- 斉藤克子（千穂のマネージャー） - 古川りか
- 藤田譲（千穂の恋人・故人） - 枝川吉範
- 加藤やよい
- 堀川炎
- 坂本仁
- 今谷フトシ
- 奥田由美
- みどり
- 安達珠子（女優・お笑いコンビ「月とすっぽん」ツッコミ） - 雛形あきこ

第9話「殺人同窓会」
- 岩波良介（ほのかの元夫・建設作業員） - 山中崇
- 元木次郎（スミダエステート 営業部長） - 大口兼悟
- 小野正俊（大江戸酒店 店主） - 高田賢一
- 戸神弓恵（戸神の母・元学習塾経営） - 今本洋子
- 戸神有香（戸神の妹） - 近野成美
- 春延朋也
- 松下京子
- 亀崎元太
- 小貫加恵
- 高山璃奈
- 森基
- 山室光太朗
- 日向諒
- 飯田大吉（鮮魚店「魚開」主人） - せんだみつお
- 青田ほのか（飲食店「味陽食堂」店主） - 映美くらら
- 戸神壮一（スミダエステート 元社員） - 本宮泰風

最終話「殺人オーケストラ」
- 星野彩華（作曲家） - 月船さらら
- 堀田朋子（ヴァイオリニスト） - 黒坂真美
- 池上勝（作曲家・故人） - 橋本一郎
- 佐久間真一（指揮者） - 池内万作
- 右門青寿
- 湯川尚樹
- 杉野なつ美
- 竹井愛乃
- 村松詩音（大町の娘・ピアニスト） - 原史奈
- 大町宏忠（清海大学病院 医師） - 林与一

### 警視庁捜査一課9係 season8（2013年）
第1話「捏造された殺人」
- 津久浦弘子（ベーカリーショップオーナー） - 松尾れい子
- 小田原康則（元刑事） - 若杉宏二
- 桜木昇（津久浦の共同経営者） - 棚橋ナッツ
- 小田原彩華（小田原の妻・傷害の前科） - おたにまいこ
- 中川雄介（弘子の元夫・故人） - 渡邊修一
- 野添義弘
- 中島愛里
- 笠原千尋
- 境賢一
- 若月裕一（弁護士） - 佐戸井けん太
- 中川美紀子（雄介の母） - 竹下景子

第2話「殺人美容室」
- 西森飛鳥（美容師） - 神楽坂恵
- 塚田敏明（イタリア料理店ホールスタッフ） - 土屋裕一
- 四宮知世（ファッションモデル） - 高橋メアリージュン
- 田所邦夫（美容室店長） - 笠兼三
- 酒巻誉洋
- 太田希望
- 乙黒史誠
- 尾崎雅幸
- 榎本勝（ファッション誌編集者） - 牧田哲也
- 山下紗登美（エステサロンオーナー） - 国生さゆり

第3話「逃亡者の殺意」
- 上野哲也（スーパー店長） - 矢柴俊博
- 冨樫龍二（詐欺犯） - 龍坐
- 麻生道昭（全国指名手配犯・五所建設 元社員） - 土佐和成
- 飯野剛（全国指名手配犯・五所建設 元社員） - 比留間由哲
- 伊東美代子（伊藤の母） - 服部妙子
- 佐久川篤（五所建設 経理部 部長） - 木村靖司
- 上江洲健一（五所建設 経理部 元部長・故人） - 野口雅弘
- 伊東（五所建設 元社員・故人） - 大関真
- 富山安博（五所建設 元社員・故人） - 八巻博史
- 田上ひろし
- おぐちえりこ
- 田中美登里
- 上野麗子（哲也の妻） - 三浦理恵子

第4話「昼下がりの銃殺」
- 小杉千佳（青井台警察署 警察官） - 大和田美帆
- 三橋秀美（青井台地区の住人） - 山下容莉枝
- 三橋栄司（秀美の息子） - 神永圭佑
- 脇谷武俊（寿司屋店主） - 西山浩司
- 千葉美佐江（青井台地区の住人） - 弘中麻紀
- 山和（山和探偵事務所 所長） - 江端英久
- 金重陽平
- 花ヶ前浩一
- 小林美萌
- 児島功一
- 兵頭莉音
- 岩倉行雄（青井台地区の住人） - 深水三章
- 柿沼摂子（青井台自治会防犯会長） - 藤真利子

第5話「殺人生原稿」
- 柴田カンナ（タレント） - 平山あや
- 佐久間和代（加代の娘） - 野口真緒
- 赤木周二 - 寺十吾
- マスター - 野口貴史
- 柴田和彦（小説家） - 藤岡大樹
- 横須賀昌美
- 加藤裕
- 村松真知子
- 耀香莉奈
- 上杉智世
- 松田知己
- 貴島悟（銀狼社 経営者） - 菅原大吉
- 佐久間加代（著名な小説家の愛人） - あめくみちこ

第6話「127の殺意」
- 百武充（元ファンドマネージャー） - 湯江健幸
- 百武十和子（充の妻） - 安座間美優
- 佐野実希子（総日新聞社 経済部 記者） - 野々すみ花
- 後藤良二（暴力団構成員） - 木下ほうか
- 黒吉岳男（黒吉建設 社長） - 西ノ園達大
- 桂木アキコ（家政婦） - 重田千穂子
- 焼鳥屋「駒どり」店主 - 駒田徳広
- 柿崎裕
- 宗方脩
- 建みさと　
- 黒岩司
- 有馬ゆみこ
- 小林克徳（「シュペリエルタワー麻布」コンシエルジュ） - 山口良一

第7話「死の紋様」
- 桜田由里子（雅和の妻） - 七瀬なつみ
- 堀江美奈（園枝のアシスタント） - 黒川芽以（少女期：池田英）
- 日下次郎（桜田の部下） - 松永博史
- 深谷次郎
- 市橋正光
- 酒巻誉洋
- 桜田雅和（外資系銀行員） - 井田國彦
- 園枝路代（カリグラフィー作家） - 渡辺梓

第8話「殺人スタント」
- 武藤香織（雄二郎の妻・城西セレモニー 社長） - 遊井亮子
- 武藤雄二郎（スタントマン・城西セレモニー 副社長） - 浜田学
- 影山圭太（俳優） - 大浦龍宇一
- 安田勉（映画スタッフ） - 清水優
- 奥村奈保子（城西セレモニー 社員） - 井村空美
- 金田進一
- 宮下純
- 福田亘
- 木嶋ゆり
- 久冨慶子（テレビ朝日）
- 佐野章弘（映画監督） - 長江健次

第9話「殺しのネックレス」
- 沢田幸治（沢田幸治塗装 社長） - 窪塚俊介
- 風間徹夫（元塗装会社経営者） - 有薗芳記
- 大谷臣史（保護司） - エド山口
- 小林由紀子（「クイックマンスリー東京」コンシエルジュ） - 中井理恵
- 風間ゆりえ（風間の娘・故人） - 橘浩奈
- 梶野春菜
- 水上雅人
- 税所伊久磨
- 安田陽子
- 和泉今日子
- 吉川勝雄
- 渡辺凱
- 後藤公太
- 加藤忠可
- 羽田真
- 小泉みゆき　
- 真山慎一（警視庁刑事部捜査一課 管理官） - 矢島健一

最終話「殺人船長」
- 小高史織（日本海洋大学 助手） - 三倉茉奈
- 井元隆祐（エンパイア地所 専務） - 遠山俊也
- 倉持千恵子（日本海洋大学 理事） - 春木みさよ
- 倉持俊成（日本海洋大学 学長） - 佐伯新
- 松田知己
- 山尾海彦（日本海洋大学 学部長） - 笹野高史

### 警視庁捜査一課9係 スピンオフ（2014年）
スピンオフSP「雨な2人」
- 岩井鉄男（ひき逃げ事件加害者） - 土平ドンペイ
- 戸塚（コンビニ強盗犯） - 村上和成
- 斎藤美波（コンビニ強盗誘拐事件被害者） - 須田琥珀
- 水城妙子（水城の娘） - 浜野希莉
- 水城雄一（ひき逃げ事件遺族・画家） - 宅間孝行
- 今野恭子（水城の元妻・内科医） - 西田尚美

### 警視庁捜査一課9係 season9（2014年）
第1話「殺人クルーズ」
- 北原朱音（ウエディングプランナー） - 黒谷友香
- 前田卓也（向島区役所 職員） - 笠原秀幸
- 八木綾子（前田の結婚相手） - はねゆり
- 望月光輝（江戸指物職人） - ジアン・ホンジユン
- 三澤義行（前田の上司） - 久松信美
- 谷山真治（元暴力団組織幹部） - 中倉健太郎
- 奥田由美
- 中島愛里
- 燿香莉奈
- 長谷川彩夏
- 八木章夫（綾子の父） - 石倉三郎

第2話「世界平和殺人事件」
- 渡辺和弘（東都新聞 社会部 記者） - 蟹江一平
- 磯辺珠代（津島研究所 副所長） - ふせえり
- 赤坂ゆかり（津島研究所 元研究員） - 片岡明日香
- 服部義則（外務省国際情報局 局長） - 児玉貴志
- 川俣しのぶ
- 國津ヒロ
- 根岸絵美
- 濱口侑希
- 榎本桜
- 蒲生隆一（津島研究所 元副所長） - 今井朋彦
- 津島弘明（津島研究所 所長） - 清水章吾

第3話「殺人ギター」
- 富樫文哉（富樫の息子） - 加藤清史郎
- 富樫文則（東京国税局 主査） - 奥田達士
- 池内理緒（歌手・「BITTER COOKIE」元メンバー） - メイサツキ
- 阿部進（作曲家） - 田中伸一
- 町田寛（東京国税局 国税調査官） - 長島琢磨
- 猪狩育夫（カリクオ 社長） - 尾関伸嗣
- 加藤孝輔（「MOON GRAVITY」ボーカル） - 兼松若人
- 奈良悠樹
- 山崎慶
- 山田潤一
- 加納健次
- 田中耕二
- 富樫弥生（富樫の妻・「BITTER COOKIE」元メンバー） - 中山忍

第4話「殺人家計簿」
- 早川静子（原田家の近隣住民） - 小柳友貴美
- 原田浩二（幸の父・原田オートモータース 社長） - 樋渡真司
- 岩崎美香（遥の同僚） - みか
- 山口理沙（遥の同僚） - 藤井祥子
- 片山恵美（幸の同僚） - 加藤さと
- 上田まり子（幸の同僚） - 塩谷恵子
- 宮本加代（身分証明書不正使用被害者） - 尾上紫
- 近藤悠馬（前島運輸 元従業員） - 遠藤雄弥
- 井上佳子
- 内野智
- 水野智則
- 筒井奏
- 大石陸
- 深澤優
- 原田幸（川吉不動産 社員） - 黒川智花（少女期：庄子愛華）
- 綾部遥（帝急百貨店 受付） - 黒川智花（少女期：庄子美咲）

第5話「殺人ミュージカル」
- 棚橋聖美（舞衣の高校時代の同級生） - 久世星佳
- 正樹剣人（舞台俳優） - 寿大聡
- 山村メグ（新人女優） - 小宮有紗
- 朝日奈美玲（舞台女優・本名「川島玲子」） - 折井あゆみ
- 棚橋修介（舞台演出家・聖美の夫） - 山﨑直樹
- 大家仁志
- 新井夏樹
- 若杉啓太
- 翼舞衣（ミュージカル女優） - 真琴つばさ

第6話「殺しの感謝状」
- 御木本祐介（近田の幼馴染・フロード 社長） - 松尾敏伸
- 近田武（スナックGOLD 経営者） - 松本実
- 立花はるか（タレント） - 小池唯
- 河野京子（北堂不動産 社員） - 氏家恵
- 戸塚篤志（石川倫子の友人・純子の夫） - 窪寺昭
- 萩原利映
- 松本じゅん
- 戸塚純子（石川倫子の友人） - 大森裕子
- 佐竹和弘（振り込め詐欺被害者） - 増井剛
- 菊池隆志
- 窪寺直
- 御木本里美（御木本の妻・宅間の娘） - 秋元美咲
- 佐竹恵子（佐竹の妻・レストランシェフ） - 小野真弓
- 宅間則夫（タクシードライバー） - 中西良太

第7話「殺しの処方箋」
- 水川博美（義男の娘・グッドディード 会員） - 村井美樹（幼少期：平澤宏々路）
- 藤木俊一（藤木貿易 社長） - 姜暢雄
- 段田友則（段田ファイナンス 社長） - 手塚とおる
- 水川義男（末期がん患者） - 伏見哲夫
- 今田理恵（博美の隣人） - 円城寺あや
- 高橋克彦（警視庁千代田中央警察署 刑事） - 伊藤正之
- 恩田雅子（グッドディード 会員） - 三谷悦代
- 佐藤真希（健康食品料理教室の講師） - 田中えみ
- 丸山優子
- 羽村純子
- 羽芝博美
- 大矢三四郎
- 久下恵美
- 栗原功平
- 高橋修

第8話「殺人大学」
- 東野森男（プロ野球「東京エレファンツ」スカウト） - 山田明郷
- 伴藤大造（明峰工業大学 野球部後援会会長） - 隆大介
- 横屋康二郎（明峰工業大学 野球部監督） - 志村東吾
- 田上雅人（東野の部下） - 森下能幸
- 田中斗真（明峰工業大学 野球部投手） - 永嶋柊吾
- 清水桃子（明峰工業大学 野球部マネージャー） - 宇野愛海
- 本間秀夫（明峰工業大学 学長） - 小倉一郎
- 伴藤琢也（伴藤の息子・明峰工業大学 野球部4番打者） - 杉本健介
- 石川貢（明峰工業大学 野球部部長） - 松林慎司
- 清住猛（「東京エレファンツ」GM） - 内藤大輔
- 篠田肇（三電住宅 野球部監督） - 中澤隆範
- 星野正平（「大阪パンサーズ」スカウト） - 雑賀克郎

第9話「殺人オーデコロン」
- 秋元美鈴（プロビリヤード選手） - 森カンナ（幼少期：佐伯栞）
- 明神将人（プロビリヤード選手） - 金子昇
- 横井珠子（プールバー 店主） - 阿知波悟美
- 江藤次晴（ネット番組プロデューサー） - 佐野泰臣
- 松浦祐子（江藤の部下） - 田川可奈美
- 石沢明（男女混合ビリヤード大会主催者） - 佐藤誓
- 田茂山耕介（前科者） - 山田アキラ
- 宇佐見保（ネット番組スタッフ） - 加藤諒
- 木村勇太
- 冨田じゅん
- 小田ふみえ
- 金光宣明
- 三木惇裕
- 小橋川よしと
- 巽三郎（プロビリヤード選手） - 伊藤洋三郎

最終話「運命殺人事件」
- 白崎丈二（REDジャニュア 専務） - 大鶴義丹
- 松川輝明（ピアニスト） - 春田純一
- 富岡花音（富岡の娘・聖蘭音楽大学 学生） - 瀬戸さおり
- 笹山宏光（REDジャニュア 常務） - 不破万作
- 犬塚達夫（REDジャニュア 懲戒解雇者） - 六角慎司
- 岡けんじ
- 保科光志
- 永井裕久
- 木村勇太
- 富岡睦月（REDジャニュア 社長） - 東ちづる

### 警視庁捜査一課9係 スペシャル（2014年）
日曜エンタ・ドラマスペシャル「最強の捜査チームVS命を懸けた殺人者たち動機なき同時多発殺人と身元不明の血痕」
- 御手洗文孝（アポロンツアー 社長・大東旅行 元社長） - 阪田マサノブ
- 大河原益男（弁護士事務所代表） - 森下哲夫
- 百瀬重行（百瀬フーズ 社長） - 田崎トシミ
- 井川博英（膵臓がん末期患者） - 石田佳央
- 江尻慶介（膵臓がん末期患者） - 嶋本勝博
- 時田正則（アポロンツアー 専務） - 山上賢治
- 小杉義弘（サンレッド勝沼ワイナリー オーナー） - 大森博史
- 樫村百合香（樫村の娘） - 冨手麻妙
- 井川清美（井川の妻） - かとうあつき
- 井川竜太（井川の息子） - 矢村央希
- 江上聡子（江尻の母・認知症患者） - 頴娃靖子
- 夏目克典（夏目の兄・元司法修習生） - 野村将之
- 瀬戸山和義（「週刊潮流」編集長） - 林泰文
- 夏目亜紀（「週刊潮流」記者） - 原田佳奈
- かなやす慶行
- 田中護
- 松原啓介
- 杉野なつ美
- 青柳尊哉
- 穴原陽
- 杉浦双亮
- 怜果
- 明石浩充
- 野村将之
- 松田知己
- 樫村幸作（ぶどう園経営者） - 中山仁
- 久松恵理子（企業法務弁護士） - 高岡早紀

### 警視庁捜査一課9係 season10（2015年）
第1話「空飛ぶ花嫁 -危険ドラッグ殺人事件-」
- 豊原晃（中西の秘書） - 駿河太郎
- 横山丈雄（衆議院議員） - 佐々木勝彦
- 一之瀬里美（理沙の母） - 久世星佳
- 一之瀬理沙（モデル） - 上野なつひ
- 岩倉和久（元自衛官） - 青木峻
- 佐伯芳乃（クラブママ） - 棟里佳
- 山科龍次（山科プロダクション 社長） - 山田アキラ
- クラブ・ホステス - 朝見心
- コメンテーターの大学教授 - 山賀教弘
- 不動産会社社長 - 古谷佳也
- 薬物中毒者更生施設職員 - 植村喜八郎
- 高層マンション管理人 - 窪祥一
- 本林雅道 - 保科光志
- 5歳の豊原 - 谷口寛介
- アナウンサー - 坪井直樹（テレビ朝日）
- 中西泰造（民自党政調会長・元警察署長） - 小林稔侍

第2話「殺しのレシピ」
- 唐沢逸子（フレンチレストラン「ラ・ヴィ・ダンジュ」パティシエール・貴子の娘） - 里久鳴祐果
- 遠藤修斗（「ラ・ヴィ・ダンジュ」スーシェフ） - 真山明大
- 松岡高志（「ラ・ヴィ・ダンジュ」シェフ） - 青木健
- 島田麻衣（「ラ・ヴィ・ダンジュ」ホール） - 田村友里
- サルバドールのマスター - 鈴木一功
- 吉川雅美（「ラ・ヴィ・ダンジュ」ソムリエ） - 萩尾みどり
- コック - 菊池隆志

- 中野智幸
- 唐沢貴子（「ラ・ヴィ・ダンジュ」オーナーシェフ） - 古手川祐子

第3話「伝説の鑑識」
- 武井祥子（未亡人） - 遊井亮子
- 中島真治（工務店社長） - 有薗芳記
- 今井敏和（資産家） - 伊東孝明
- 滝本安奈（プルトスジャパン 社員） - 怜果…旧芸名秋元彩香
- 柳沢卓也（安奈の元夫） - 今里真
- 速水紀香（プルトスジャパン 社員） - 笠木泉
- 山村美紀子（中島の妹・故人） - 広澤草

第4話「おいしい死体」
- 熊谷ひとみ（垣内妙子の友人） - かとうあつき
- 本田卓道（天誅マン） - 西洋亮
- 自転車の主婦 - 美月麻帆
- 馬場誠
- 矢部宏人（宝田精肉店 元アルバイト） - 川村亮介
- 清水明彦（パシフィックミート食品 アルバイト） - 根岸竜樹
- 宝田（宝田の妻・故人） - 杉咲佳穂
- 宝田哲雄（ホームレス・宝田精肉店 元主人） - 中西良太
- 陣内文代（弁護士） - 釈由美子

第5話「嘘つき女殺人」
- 井上広人（無職） - 佐藤貴広
- 樋口栄（栄太郎の息子・タレント） - 斉藤悠
- 井上真知子（広人の母で広忠の妻） - 福島まり子
- 井上広忠（広人の父） - 本城丸裕
- 田畑昌志（クルミの父） - せんだみつお
- 安孫子由希（アイドルグループ「ピンクトマト」マネージャー） - 麻乃佳世
- 本多美香（ハローワーク練馬東職業相談課の相談員） - 桜田聖子
- 田畑クルミ（アイドルグループ「ピンクトマト」メンバー） - 冨手麻妙
- アイドルグループ「ピンクトマト」メンバー - 和栗みゆ、長谷川とわ、中林美桜
- ピザ屋店員 - 笠原紳司
- 丸岡若菜（アイドルグループ「ピンクトマト」メンバー） - 吉岡里帆
- 樋口栄太郎（俳優） - 国広富之

第6話「完全犯罪理論」
- 宮崎京介（帝都法科大学 教授） - 塩野谷正幸
- 宮崎仁美（宮崎の妻） - 渡辺梓
- 小柳憲治（帝都法科大学 教授） - 井田國彦
- 寺内理恵（宮崎の助手） - 松下恵
- 滝雅人
- 松井功
- 津村純子
- 深澤優

第7話「殺人シナリオ」
- 相馬美音子（大部屋女優） - 大谷英子
- 田北良平（映画のサード助監督） - 橋爪遼
- 加賀山譲（人気俳優） - 賀集利樹
- 辻辰之助（映画の美術スタッフ） - 赤塚真人
- 黒沢光司郎（俳優） - 笠兼三
- 園田典夫（映画のセカンド助監督） - 松井明
- 田北明里（良平の姉） - 建みさと
- 石田正芳（映画プロデューサー） - 小豆畑雅一
- 岩崎章（映画監督） - 剛州
- 粟野康一（俳優） - 甲斐将馬
- 松本海希（旧・松本じゅん）（中華料理 春来の店員）
- 大内厚雄

第8話「3つの捜査線」
- 岡本正紀（IT会社社員・第1の事件の関係者） - 川守田政人
- 大住真（サロンドエリコ 副社長・第1の事件の関係者） - 水野智則
- 江川絵里子（サロンドエリコ 社長・第1の事件の関係者） - ハルカ
- 尾上貴之（デイトレーダー・第2の事件の関係者） - 加藤翔
- 湯浅典明（デイトレーダー・第2の事件の関係者） - 鳥居功太郎
- 西憲治（デイトレーダー・第2の事件の関係者） - 三ノ輪健太郎
- 木崎彩那（木崎の妻・第3の事件の関係者） - 森下まひろ
- 畑口守（木崎の友人・第3の事件の関係者） - 石原和海
- 木崎寛（不動産会社社長・第3の事件の関係者） - 池浪玄八
- 荻原明日香（哲の娘・中学生） - 茂内麻結
- 萩原哲（すずの息子） - 宮川浩明
- 萩原すず（認知症の女性） - 頴娃靖子
- 菊地由希子
- 湯川尚樹
- 杉ありさ
- 下垣真香
- 邱太郎
- 瀬尾智美
- 杉野なつ美
- 福崎峻介
- 小川敏明
- 小谷剛（介護サービス「つぐみの会」元社員） - 蟹江一平

第9話「四角い死体」
- 大鳥亘（シンガーソングライター） - 本宮泰風
- 若田陽一（オルフェリンクス 社長） - 青柳尊哉
- 大鳥リエ（大鳥の妻・元モデル） - 大竹一重
- 酒井明子（大鳥の元バックコーラス） - 古川りか
- 安西芳夫（「週刊毎朝」社員） - 大河内浩
- 徳丸周平（「週刊毎朝」記者） - 木下政治
- 木下希 - 小川夏果
- 岡田正典
- 八代メグミ（高円寺のホステス・遺体の第一発見者） - 星野あかり
- 山上賢治
- 森本のぶ
- 櫂作真帆
- 谷田川真理子
- 大山蓮斗
- 楠早和子（新進画家） - 宮本真希

最終話「殺意の香り」
- 川北悠真（ネクサスコーヒー 店員・奈津美のバイト仲間） - 松本実
- 亀井純（奈津美の知人） - 内野謙太
- 広田真妃（香屋「松祭堂」店員・痴漢事件の被害者） - 末永遥
- 後藤奈津美（セントジュリア大学 学生・殺人事件の被害者） - 緑友利恵
- 喫茶店店長 - 斎藤清六
- 岡部茜（セントジュリア大学 学生・失踪中） - 大久保聡美
- 小島結芽（セントジュリア大学 学生・奈津美の友人） - 五十嵐令子
- セントジュリア大学 警備員 - 吉川拳生
- ネクサスコーヒー 店長 - 針原滋
- レポーター - 加藤真輝子
- 岡部千春（茜の母） - 古村比呂
- 城壮輔（警視庁品川中央警察署 刑事） - 高橋光臣

### 警視庁捜査一課9係 season11（2016年）
第1話「最強の宿敵、登場！死んだクマ男の秘密・幻の青いチューリップに宿る殺意！」
前編
- 浜中勇次（ジュエリーハマナカ 社長） - 坪倉由幸
- 上西幸正（デイトレーダー） - 水橋研二
- 広木琢也（「南之蛍団地」の住人・無職） - 森下哲夫
- 足立晶子（「南之蛍団地」の住人・シングルマザー） - 小橋めぐみ
- 内田好美（「南之蛍団地」の住人・ホステス） - 南伊
- 「南之蛍団地」の住人 - 村野友美
- 足立芽衣（晶子の娘・隼人の友達） - 須田理央
- 内田隼人（好美の息子） - 井上真聖
- 岡野友紀
- 小泉みゆき
- 藤田清二

後編
- 原田悟（プラントハンター・窃盗の前科者） - 斉藤陽一郎
- 三沢清志（国際農業大学 農学部 教授） - 四方堂亘
- 堀省三（女優「堀晴美」の甥） - 難波圭一
- 柳瀬香（ケアホーム「清空園」職員） - 飛鳥凛
- 日高美幸（国際農業大学 農学部 研究員） - 皆本麻帆
- 福井弘一
- キャバ嬢 - 井上あかね
- アントン・バーチック
- 黒木陽一（原田の知人・園芸家） - 堀内正美
- 谷村祥子（里中の娘・クリーニングタニムラ 店主） - 西尾まり
- 里中洸（ケアホーム「清空園」入居者・元園芸家） - 山本圭

第2話「殺人整体」
- 荒木田裕之（荒木田整体サロン 副院長・旧姓「小山」） - 川岡大次郎
- 音川美波（荒木田整体サロンの患者・無職） - 渋谷飛鳥
- 岡部理沙（荒木田整体サロンの患者・タヌマ不動産 社員） - 川村ゆきえ
- 春日野女子高等学校 陸上部監督 - 鈴木一功
- 音川美恵子（美波の母） - 田村友里
- 音川家の近所 - 小柳友貴美
- 佐藤（所轄刑事） - 平子悟
- 八巻博史
- 熱帯魚ショップの店員 - 田中瑛祐
- 荒木田律子（裕之の妻・荒木田整体サロン 院長） - 白石美帆

第3話「カラフルな殺人」
- 海江田由香利（ジュエリーミツオカ 広報部長・元経済評論家） - 中原果南
- 羽川健太郎（テレビ番組のコンシェルジュ） - 湯江健幸
- 木下朋子（由香利のアシスタント・元デザイナー） - 大村彩子
- 深見幸彦（ジュエリーミツオカの職人） - 出合正幸
- 田代豊（「SEASIDE TV」プロデューサー） - 青山勝
- 山岡（警視庁捜査二課 刑事） - 藤原光博
- 光岡靖之（ジュエリーミツオカ 社長） - 山上賢治
- ジュエリーミツオカ 清掃婦 - 松井紀美江
- 岡本健太郎
- 内山博信（内山ヘルスフーズ 社長） - 斉木しげる

第4話「時間差殺人」
- 土橋浩平（土橋金属工業 社長） - 須田邦裕
- 高見沢誠（ベンチャー企業「ハイドニック」社長） - 金子昇
- 西田昭博（高見沢の友人・輸入会社社長） - 松嶋亮太
- ベンチャー企業「ハイドニック」社長秘書 - 横山真史
- 蛸沢（情報屋） - 冨永竜
- 高見沢美咲（高見沢の妻・元コンパニオン） - 篠田麻里子

第5話「殺人ヨガ」
- 姫川マヤ（ヨガスタジオ「ディヤーナ」経営者・インストラクター） - 白羽ゆり
- 鳩山蘭子（フリーインストラクター・マヤの元親友） - 佐藤康恵
- 藤堂亘（「ディヤーナ」共同経営者・マヤの婚約者） - 寿大聡
- 冨永千絵（「ディヤーナ」スタッフ） - 斎藤ナツ子
- 北島里緒奈（「ディヤーナ」スタッフ） - 小泉麻耶
- 尾崎省吾（クリスタル金融 代表） - 田中嘉治郎

第6話「花の殺人」
- 葛城沙耶（フラワーアーティスト） - 青山倫子
- 香坂亮一（ギャラリーオーナー兼マネージャー） - 渡邉紘平
- 田沢君也（美術評論家） - 不破万作
- 城崎佳苗（フラワーアーティスト・「親子のフラワーアレンジメント教室」講師） - 奈良富士子
- 赤峰美紀（沙耶のアシスタント） - 中丸シオン
- 森屋千秋（沙耶のファン） - 梅舟惟永
- 高木浩介（弁護士） - 針原滋
- 藤山聖子（雲仙流家元三女） - 小倉百代

第7話「殺人カメラ」
- 国枝浩子（喫茶「ルーペ」パート従業員） - 山下容莉枝
- 藤尾治郎（松浦のカメラ仲間・喫茶「ルーペ」店主） - 松澤一之
- 玉木百々（松浦のカメラ仲間・会社事務員） - 原田佳奈
- 松浦麻人（新人写真家） - 神谷リク
- 甲田公子（松浦のカメラ仲間・専業主婦） - 棟里佳
- 寺崎駿介（松浦のカメラ仲間・テラサキ工業 社員） - 土屋佑壱
- 森武彦（出版社社員） - 小嶋尚樹
- 寺崎（駿介の兄・テラサキ工業 社長） - 稲荷卓央
- 深見亮介
- 国枝ワタル（浩子の息子） - 渋谷龍生
- 国枝チヒロ（浩子の娘・故人） - 山田美紅羽
- 柴崎真人

第8話「3つの大追跡」
- 林麗美（スーパー「矢光 千住店」パート） - 上原多香子
- 林正義（麗美の息子） - 小林颯
- 和田幸子（歌手） - 齋藤めぐみ
- 山田アキラ
- 黒田智美
- 新虎幸明
- 林崎恭涼
- 受付嬢 - 八代みなせ
- 比留野学 - 葛山信吾

第9話「コスプレ殺人」
- 大内秋絵（漫画家・「闇のクロニクル」作者） - 山下裕子
- 宮嶋類（秋絵の夫・バンド「アナーキー・ジュエルズ」ヴォーカル） - 古原靖久
- 柚木玲奈（アイドル） - 森高愛
- 柘植葉子（代議士） - 真瀬樹里
- 武田公彦（雑誌記者） - まいど豊
- 神尾巧（実業家） - 小林峻
- 小出幹生（互光出版 編集部員） - 希志真ロイ
- 福田陽三（アニメ監督） - 市川勇
- 佐々木滋（アニメプロデューサー） - 青島健介
- 高野春子（玲奈のマネージャー） - 中野若葉
- 入江（葉子の秘書） - 嶋崎靖
- 巻野わかば
- 声優 - 横井翔二郎
- 高嵜百花

第10話「追憶の殺人」
- 森登志子（ホステス） - 多岐川裕美（二十代：森川馨華）
- 川端由紀夫（検察官検事） - 笠兼三
- 夏目唯宏（検察官検事） - 松林慎司
- 井伏治（茨木刑務所 刑務官） - ノモガクジ
- 教誨師 - 後藤公太
- 永野典勝
- 菊池利一（ひのきデイサービス 配送員） - 大塩ゴウ
- 谷崎賢治（弁護士） - 小林尚臣
- 警察官 - 駒走秀樹
- 井出雅紀
- 兵藤莉音
- 野口真見
- 椎葉昌紀
- 渡部哲（茨木刑務所 元服役囚・元不動産会社社長） - 小野武彦

最終話「殺人メッセージ」
- 柴田彰良（弁護士） - 中西良太
- 羽根村源介（民政党幹事長） - 浜田晃
- 寺田正志（千寿子の甥・暴力団「竜丸会」元構成員） - 福崎峻介
- 片山亜津美（正志の恋人・輸入雑貨店経営） - 堀口ひかる
- 安養寺千寿子（資産家夫人） - 田岡美也子
- 小池清次（竜丸会組長） - 諏訪太朗
- 田野倉義則（「週刊スクラブ」ライター） - 奈良坂篤
- 羽根村（羽根村の妻） - 有希九美
- 尾崎雅幸
- 竜丸会 組員 - 高草量平、赤川千尋
- 「週刊スクラブ」編集長 - 福山廉士
- 沢木泰久（古本屋「沢木堂」店主） - 北村総一朗

### 警視庁捜査一課9係 season12（2017年）
第1話「かかし連続殺人」
- 白石亮一郎（RSK開発コーポレーション 社長） - 成瀬正孝
- 小松原圭吾（環境問題評論家） - 伊東孝明
- 宮澤民夫（「かかし連続殺人事件」第四の被害者・スクラップ工場従業員） - 平野貴大
- 吉本智子（宮澤の元妻） - 富永沙織
- 吉本里奈（宮澤と智子の娘） - 稲垣来泉
- 「報道NEXT」司会者 - 川名陽介
- コンビニ「タイムリーマート」店長 - 星野孝裕
- スクラップ工場社長 - 橋本宗篤
- 米農家 - 斎藤健嗣
- 「かかし連続殺人事件」第三の被害者の発見者 - 内田晃一

第2話「消えた水死体」
- 下田栞（岡村の助手） - 広澤草
- 岡村孝昌（帝都大学 経済学部 准教授） - 西ノ園達大
- 沖拓史（帝都大学 学生） - 牧島輝
- 中尾亜由子（帝都大学 学生） - 尾屋葵
- 恵梨香（クラブホステス） - 下垣真香
- クラブのボーイ - 山西竜矢
- ミネユキ
- えりな佐々木
- 水沢芽瑠
- 小森卓也（「国際児童支援協会」スタッフ） - 大久保勝巳
- 来栖康利（帝都大学 経済学部長・黛優之介の友人） - 上杉祥三
- 来栖杏子（来栖の妻） - 筒井真理子

第3話「殺人ピアノ曲」
- 桜坂響子（目が不自由なピアニスト） - 夢咲ねね（幼少期：木内心結）
- 桜坂真子（響子の妹・元チェリスト・フレンチレストラン「RESTAURANT DE BRUME」アルバイト） - 梶原ひかり（幼少期：保榮茂愛）
- 一ノ瀬子音（新人ピアニスト） - 黒川芽以
- 桐野浩二（響子の元恋人・元「ミラージュオーケストラ」クラリネット奏者） - 村上剛基
- 響子と真子の実家の隣人 - 棟里佳
- 小岩井次郎（「月刊ピアニシモ」編集長） - 水上竜士
- 神崎隼人（フレンチレストラン「RESTAURANT DE BRUME」店長） - 笠原紳司
- ルミ（桐野とバーで会った女性） - 藤川京子
- 春田宗太郎（良美の夫・元不動産王・故人） - 橘進之助
- 春田良美（ピアニシモ出版 社長・元ピアニスト・両親を亡くした響子と真子と同居） - 藤真利子

第4話「ねらわれた監察医」
- 富田一郎（ゼネラルサイバー社 社長秘書） - 白洲迅
- 杉山隆正（ゼネラルサイバー社 社長） - 若杉宏二
- 古川和夫（サンシャインテクノロジー 社員・コルセリンの管理担当者） - 河西健司
- 栗田弘美（サンシャインテクノロジー パート社員・実家は食堂） - 松下恵
- 大沢（サンシャインテクノロジー 社員） - 山田アキラ
- 石渡大輔（Nextデータ社 社員） - 佐野大樹
- 柳沢栄治（ゼネラルサイバー社 経理課長） - 永井裕久
- 盗犯係 - 渡辺コウジ
- 加須見正彦（加須見電機製作所 元社長・5年前 死亡） - 西澤勉
- 江花智之

第5話「殺しの刺しゅう」
- 並川結子（詩織の母・ナミカワ洋裁店 店主） - 根岸季衣
- 並川詩織（ファッション通販サイト「グラン・クラルテック・コーポレーション」チーフデザイナー） - 万里紗
- 永森彩音（「グラン・クラルテック・コーポレーション」広報部長） - 真瀬樹里
- 本橋裕也（「グラン・クラルテック・コーポレーション」専務） - 加藤虎ノ介
- 影山隆一（「グラン・クラルテック・コーポレーション」社長） - 石田佳央
- 木崎佳枝（ヨシエ縫製 社長・結子の服飾学校の同期） - 松井紀美江
- 山内香奈（詩織の助手） - 石倉直実
- ホテル従業員 - 松岡未紗
- 浜田留未（「グラン・クラルテック・コーポレーション」元チーフデザイナー・5年前自殺） - 足達美咲

第6話「犬の毛の殺意」
- 津村燎子（津村の妻・愛犬デイジの飼主） - 松本紀保
- 津村正（佐野山電器 経理課長） - 青山勝
- 小池真奈美（ペットショップ「manami's」社長・佐野山の愛人） - 山本南伊
- 佐野山章二（佐野山電器 社長） - せんだみつお
- 安西将太（警視庁鑑識員） - せんだ雄太
- 恩田佳奈子（ペットショップ「manami's」トリマー） - せんだるか
- 宇野浩一（佐野山電器 総務部長） - 朝倉伸二
- 藤沢保子（マンションのコンシェルジュ） - 小林美江
- 武井晃子（ペットショップ「manami's」店長） - 岩瀬晶子
- ボート乗り場の管理人 - 友寄
- 警視庁鑑識員 - 大神拓哉

第7話「殺人フェイク」
- 小川春江（理沙が介護を担当する認知症の女性） - 池田道枝
- 杉谷道夫（窃盗の前科者） - 笠兼三
- 松井理沙（特別養護老人ホーム「遼水園」看護師・元AV女優「りさ」） - 下村愛
- 食事処「きりさめ」主人 - 鈴木一功
- 加藤有里（特別養護老人ホーム「遼水園」スタッフ） - 田村友里
- 店長 - 田中章（プリンプリン）
- 大西誠司（特別養護老人ホーム「遼水園」スタッフ・理沙の恋人） - 鶴田祐也
- えりな佐々木
- 小川優一（静子の弟・本名「北山大樹」） - 小林健
- 小川静子（春江の娘） - 小林綾子

第8話「9時41分の殺意」
- 本城（暴力団「本城組」組長） - 木村栄
- 暴力団「本城組」組員 - 平井真軌
- 捜査員 - 松本勝、井上雄太
- 久世剛（公衆電話にかけてきた携帯電話の契約者） - 古野陽大
- 喜屋武まりん（ネットカフェ「電遊空間」店員） - 大森つばさ
- 警官 - 荒川浩平
- 松野博（15年前の爆弾魔 → 最近仮出所） - 中西良太

最終話「殺人カーテン」
- 長峰全次（スナック経営者・20年前の強盗殺人事件の犯人） - 稲荷卓央
- 長峰乃梨子（長峰の妻・キャバ嬢） - 藤田瞳子
- キャバクラ店長 - 榎木薗郁也
- 救済施設「再生の塔」女性 - 伊藤あきこ
- 綾芽の夫（20年前の強盗殺人事件の被害者） - 草野速仁
- キャバ嬢 - 寒竹優衣
- 救済施設「再生の塔」女性 - うらじぬの
- 高橋芹菜
- 正川洋平（正川不動産 社長） - 不破万作
- 久宝綾芽（救済施設「再生の塔」スタッフ・別名「アイリス」） - 七瀬なつみ